# Dama (karta)

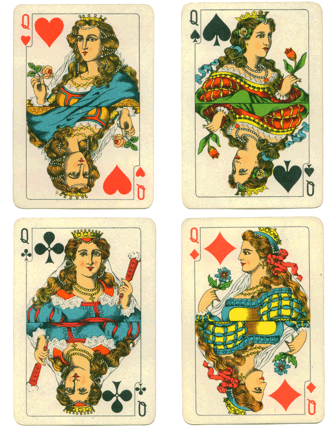
Cztery damy w popularnym w PRL-u wzorze nadreńskim.

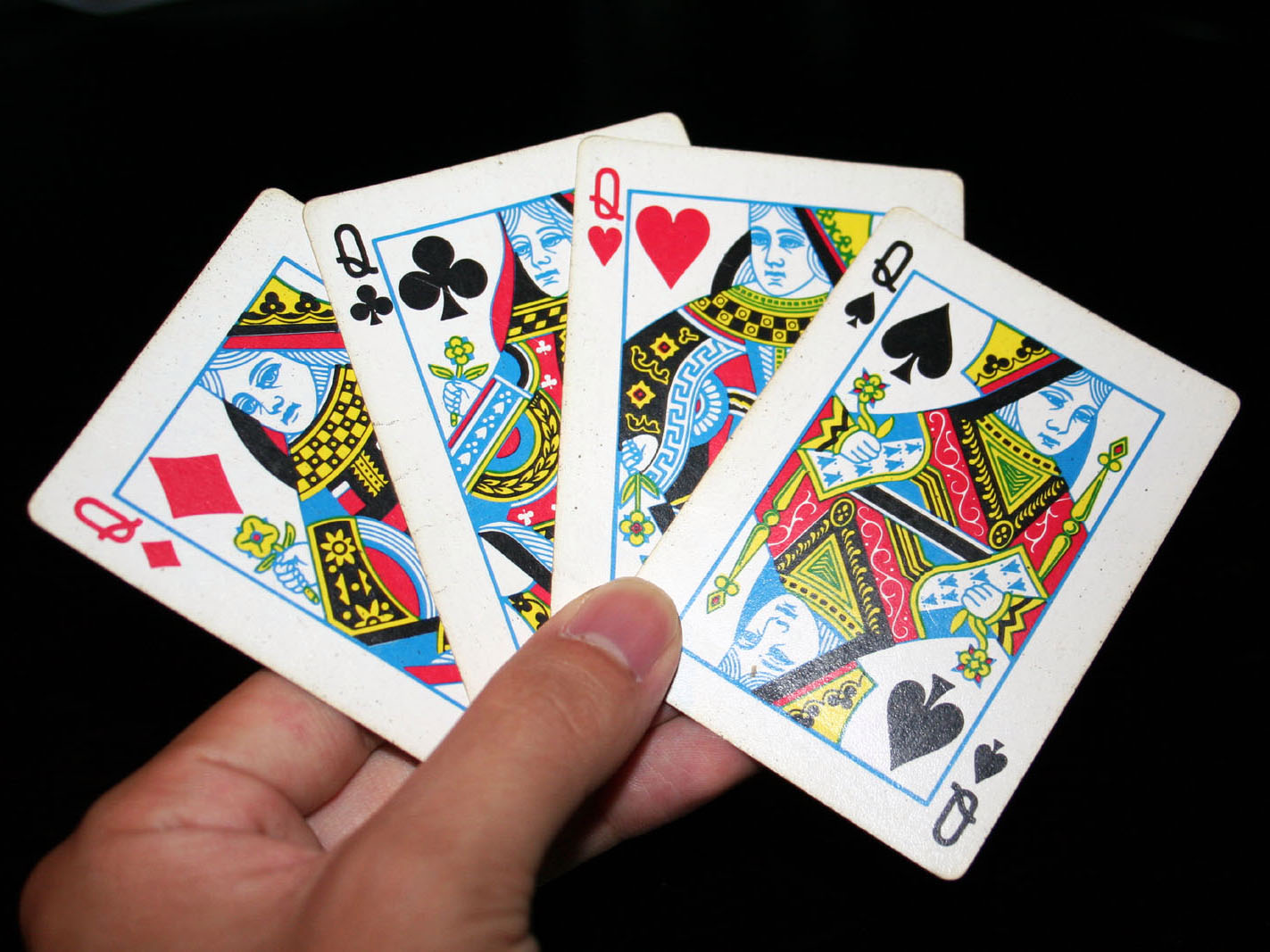
Cztery damy we wzorze anglo-amerykańskim

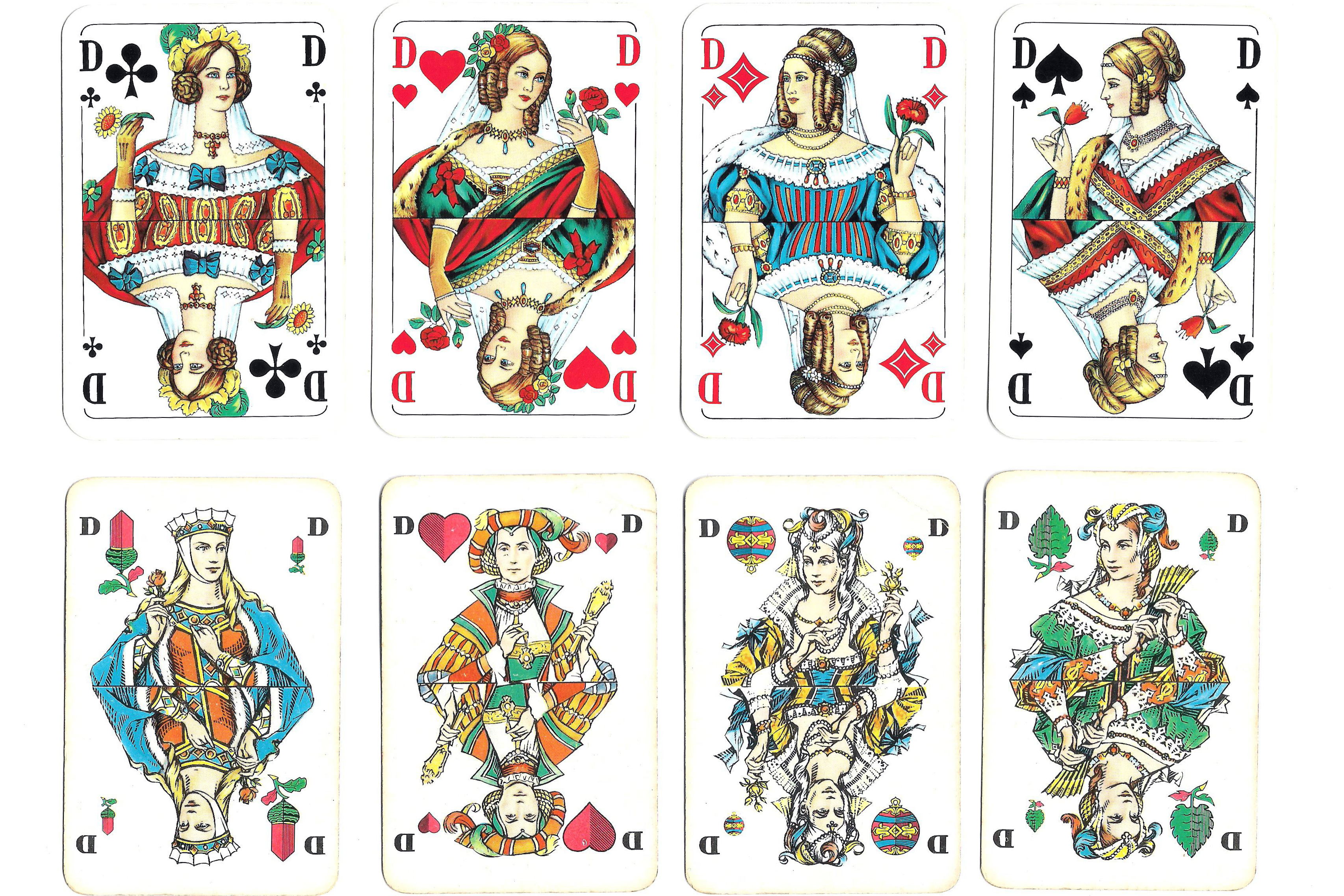
Cztery damy z kart wzoru berlińskiego (typ francuski) i cztery damy z wzoru NRD-owskiego (typ niemiecki)

Dama – karta do gry przedstawiająca najczęściej wizerunek kobiety lub królowej, zwykle dystyngowanie ubranej i trzymającej kwiat. W tradycyjnej hierarchii ważności kart dama funkcjonuje jako 12. karta; umiejscowiona jest między waletem a królem (w taliach tarotowych dama jest 13. kartą, umieszczona między jeźdźcem a królem). Damę zalicza się (obok króla i waleta) do tzw. figur, gdzie jest ona drugą pod względem starszeństwa (za królem, a przed waletem). Talia kart do gry zawiera cztery damy, po jednej w każdym kolorze (trefl, karo, kier i pik).
Odpowiednikiem damy w tradycyjnych kartach polskich (i w kartach niemieckich) jest wyżnik (niem. Ober), zazwyczaj jest przedstawiany jako mężczyzna (czasem pojawia się jednak w postaci kobiecej).

## Oznaczanie dam
Dama posiada różne oznaczenia, w zależności od tego, w jakiej wersji językowej wyprodukowano daną talię:
- w wersjach polskiej, szwedzkiej, francuskiej i niemieckiej – D (od dama, dam, dame i Dame)
- w wersji angielskiej – Q (od queen) – najpowszechniej używane oznaczenie
- w wersji rosyjskiej – Д (od дама, dama); analogicznie do D
- w wersji holenderskiej – V (od vrouw)

## Wygląd dam

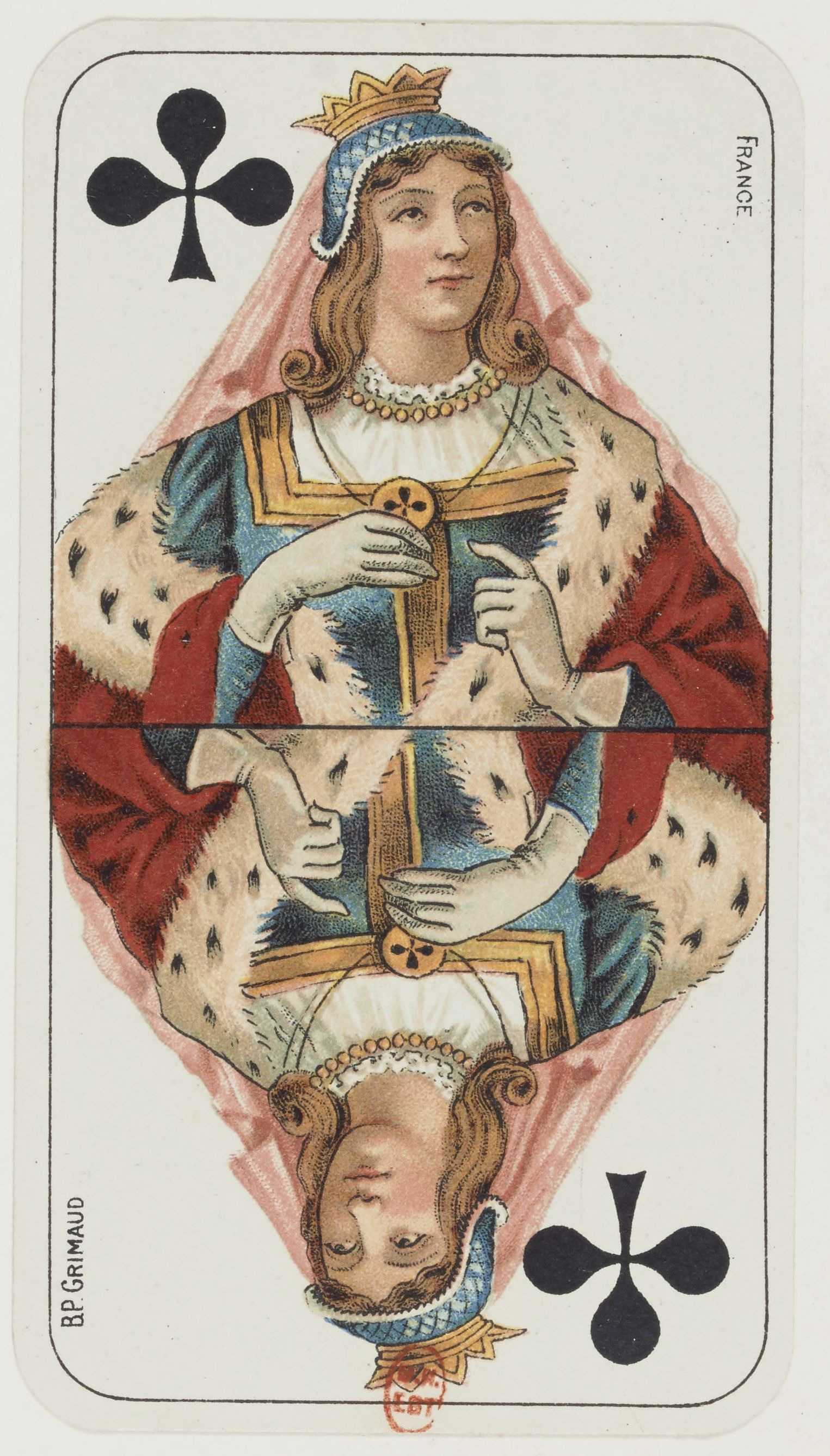
dama trefl
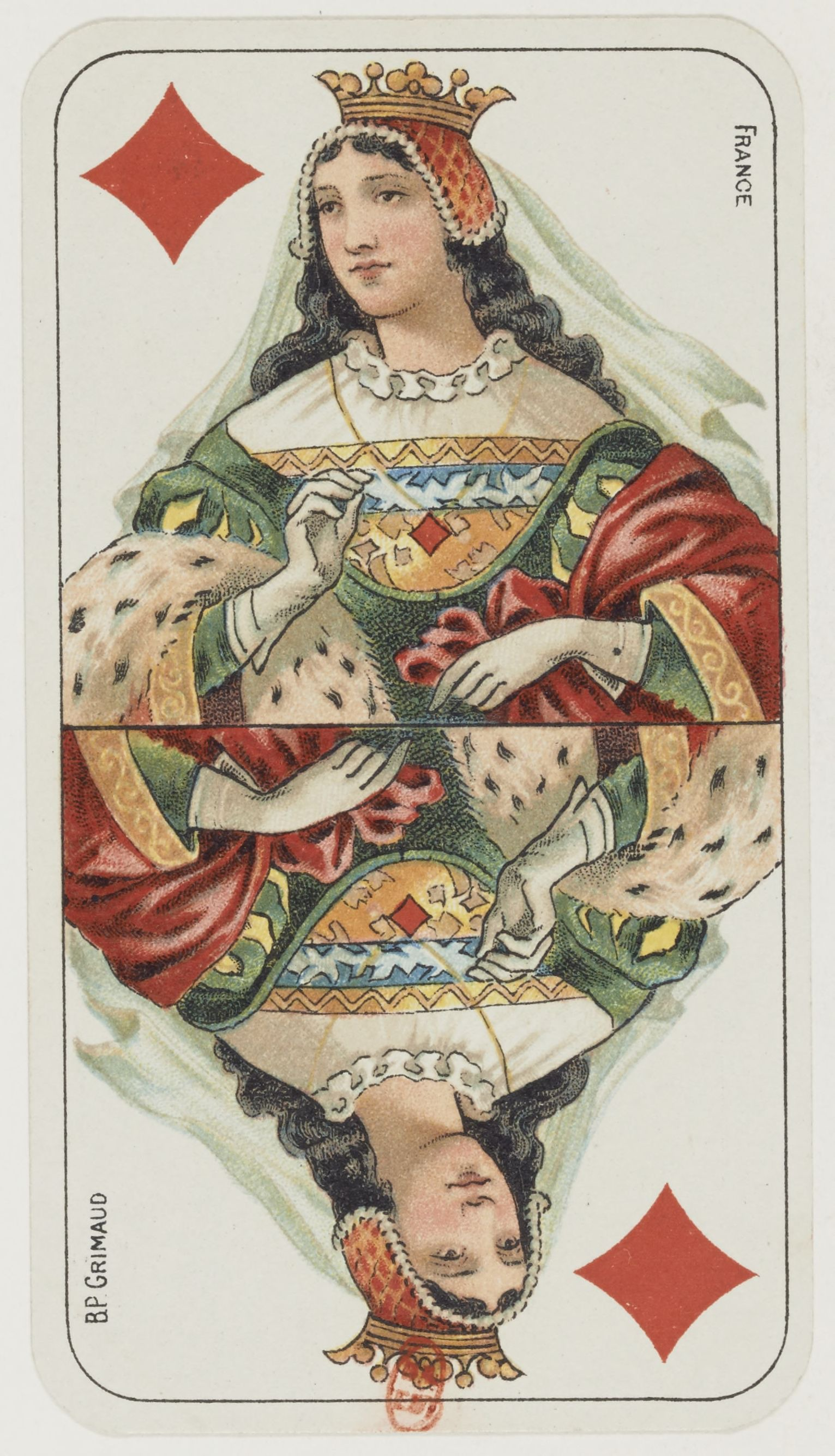
dama karo
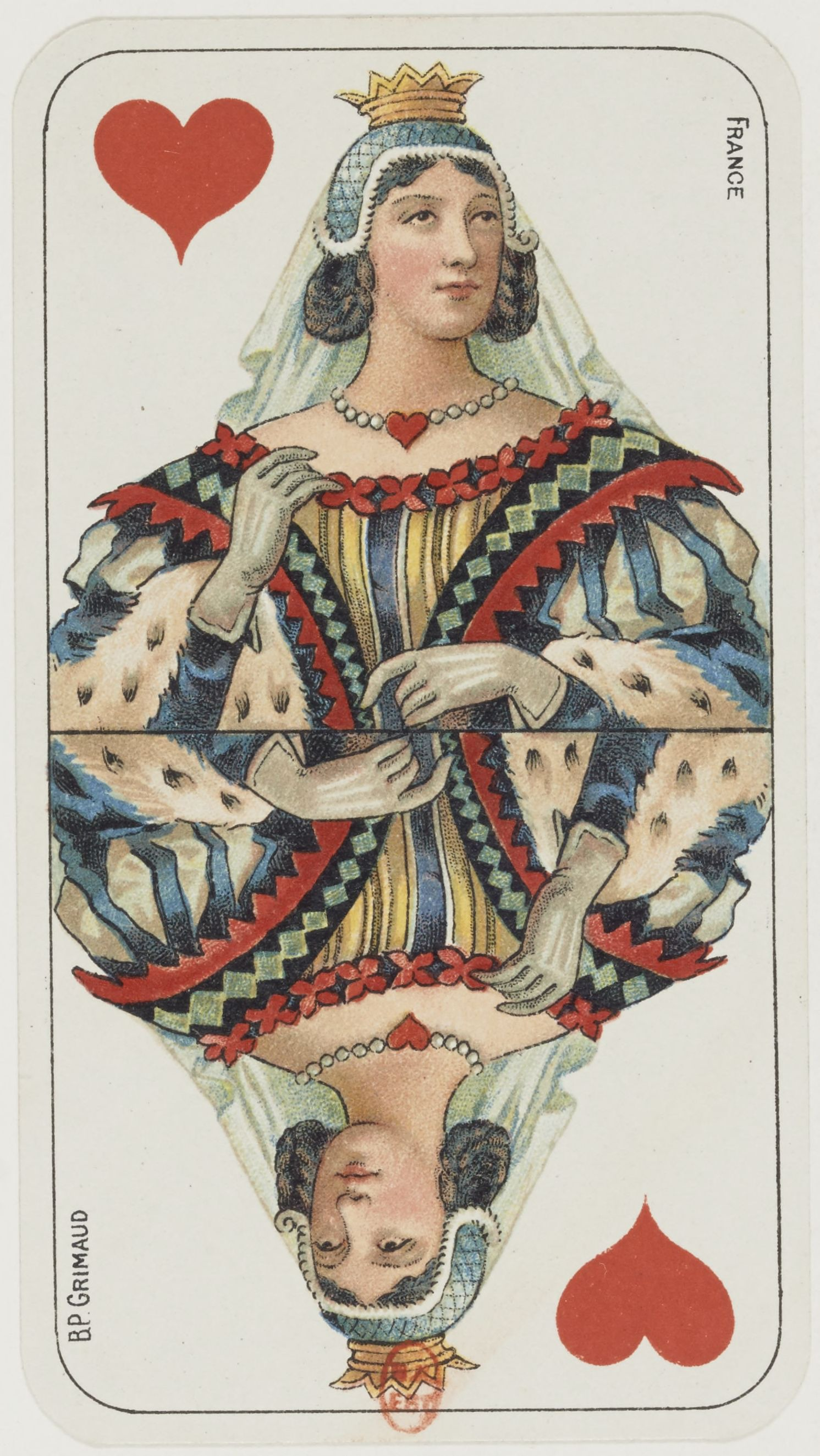
dama kier
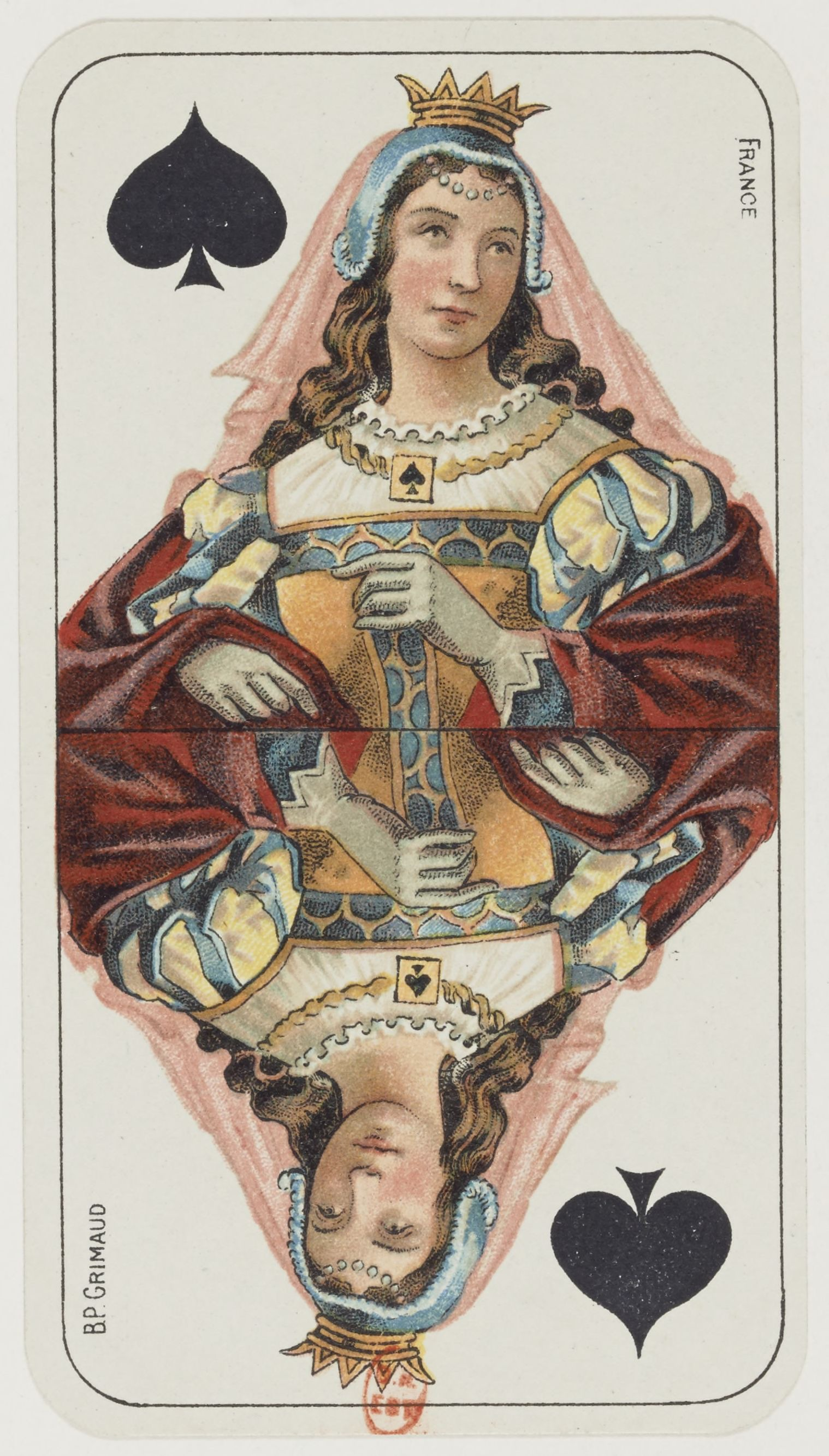
dama pik

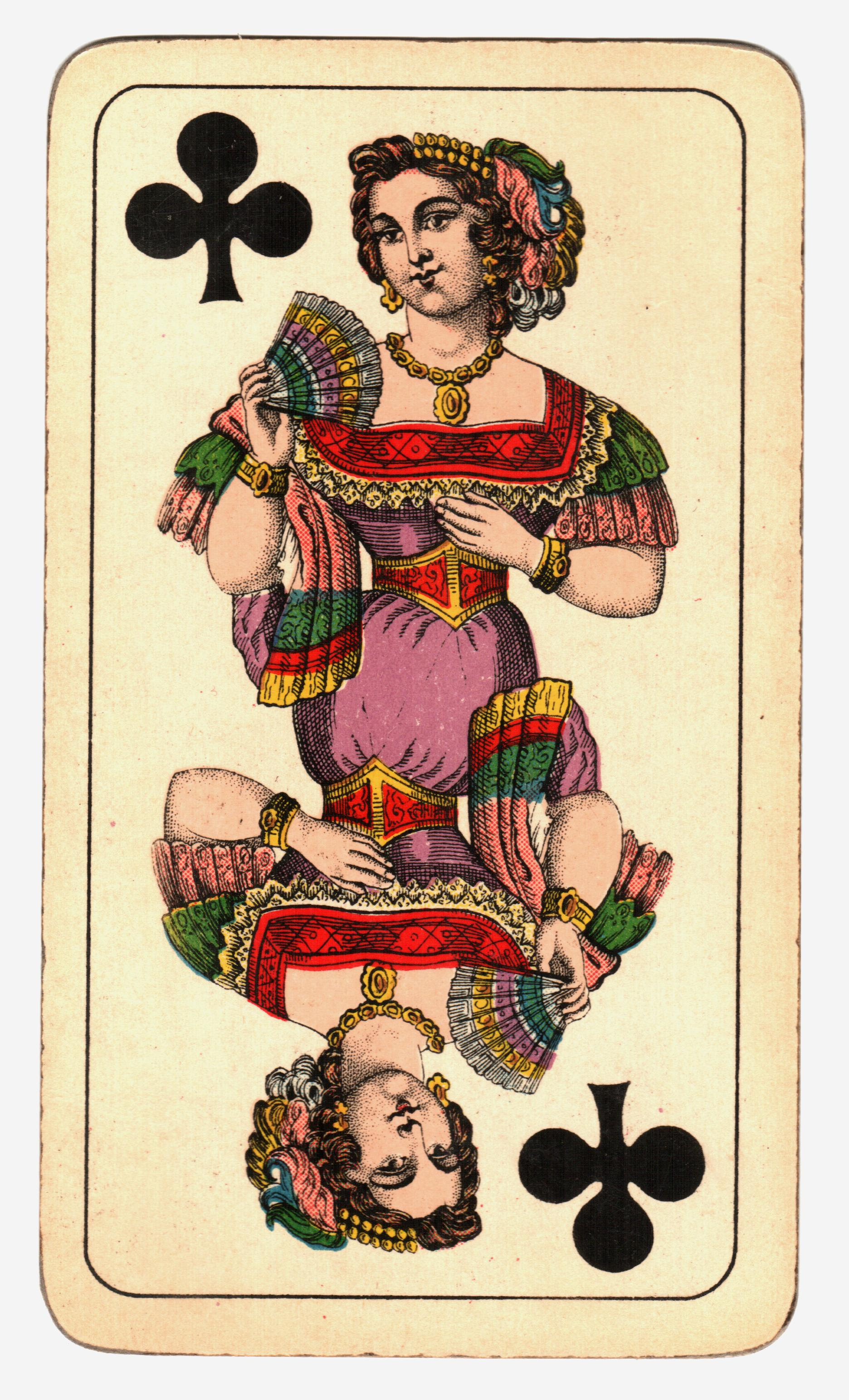
dama trefl
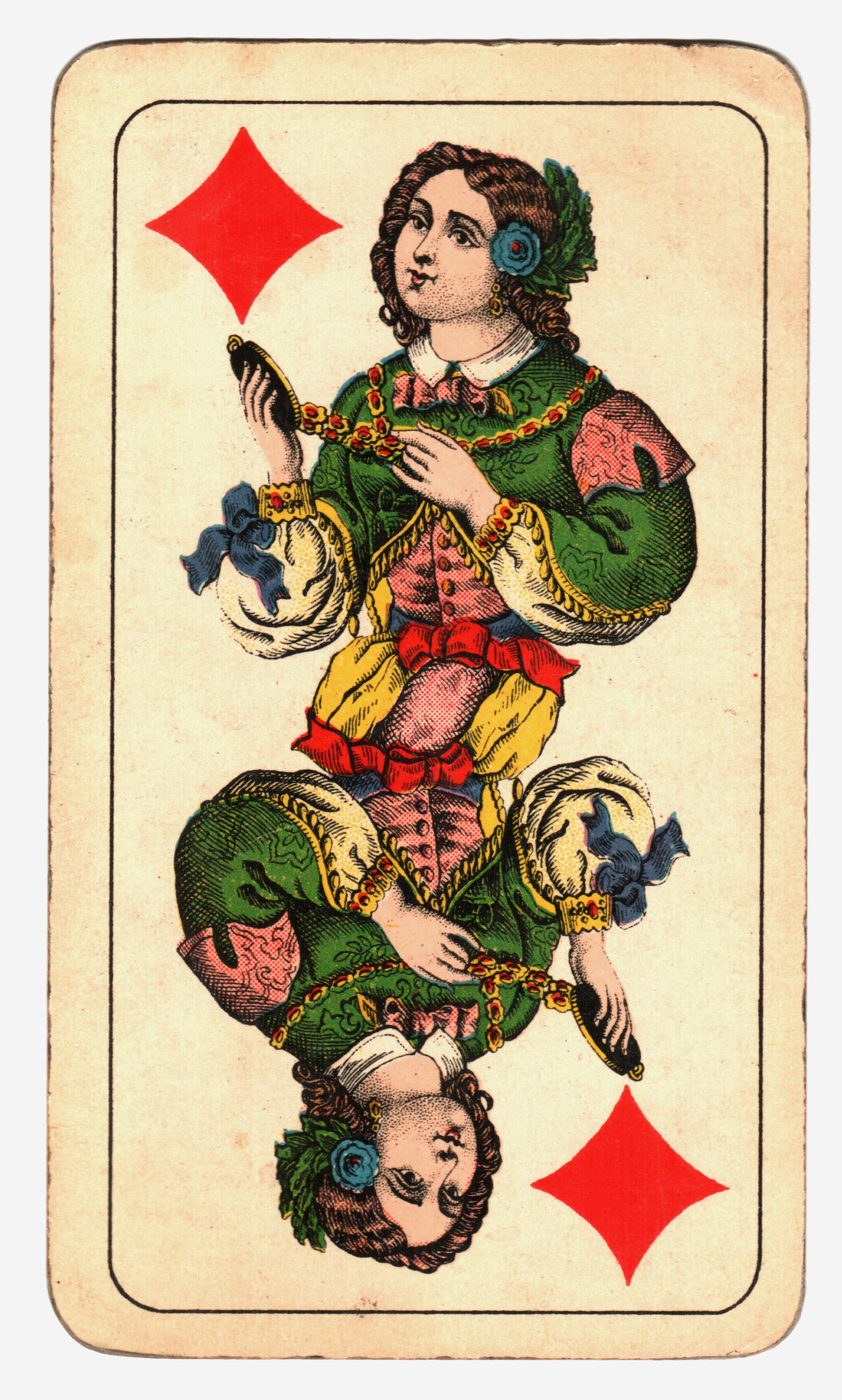
dama karo
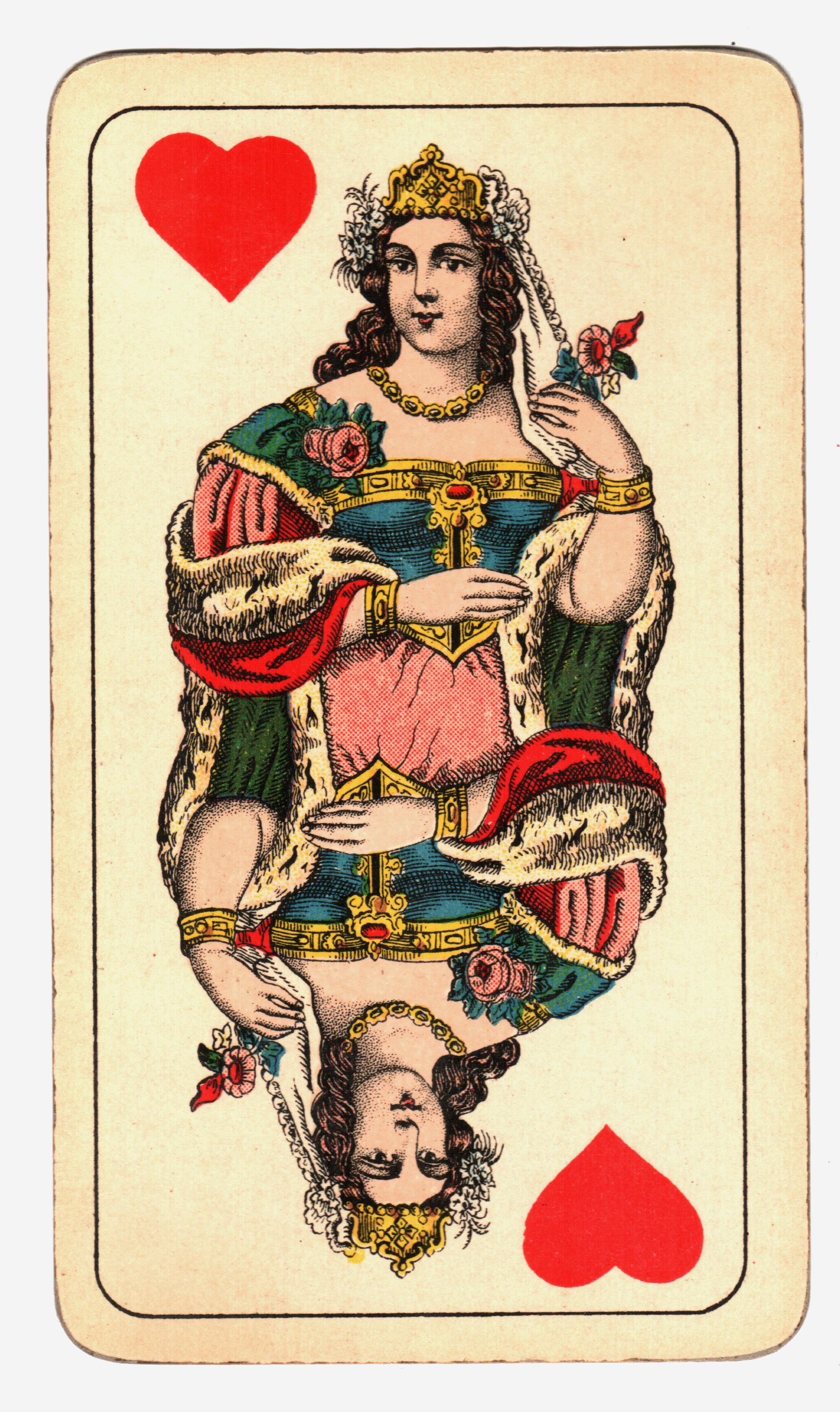
dama kier
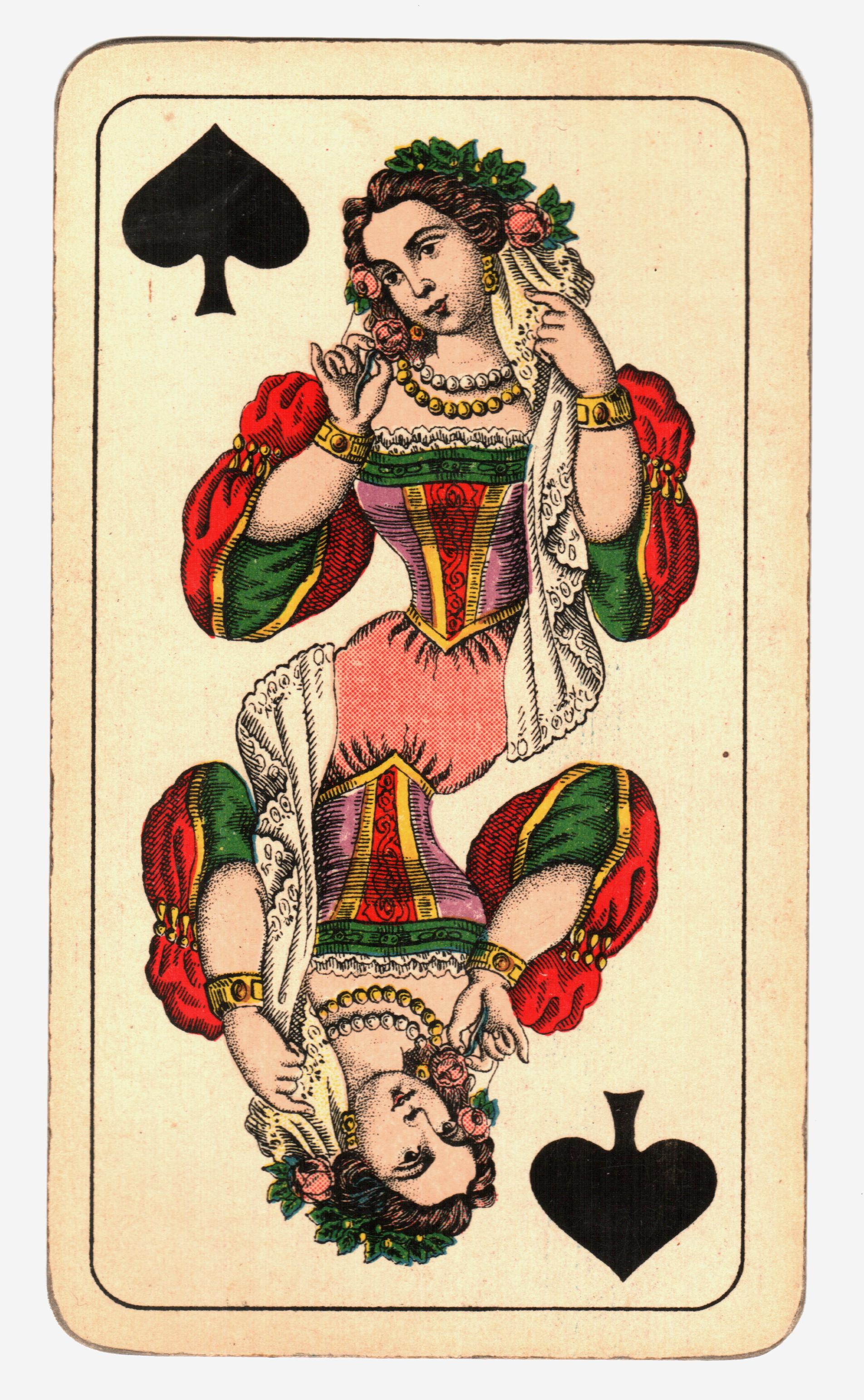
dama pik

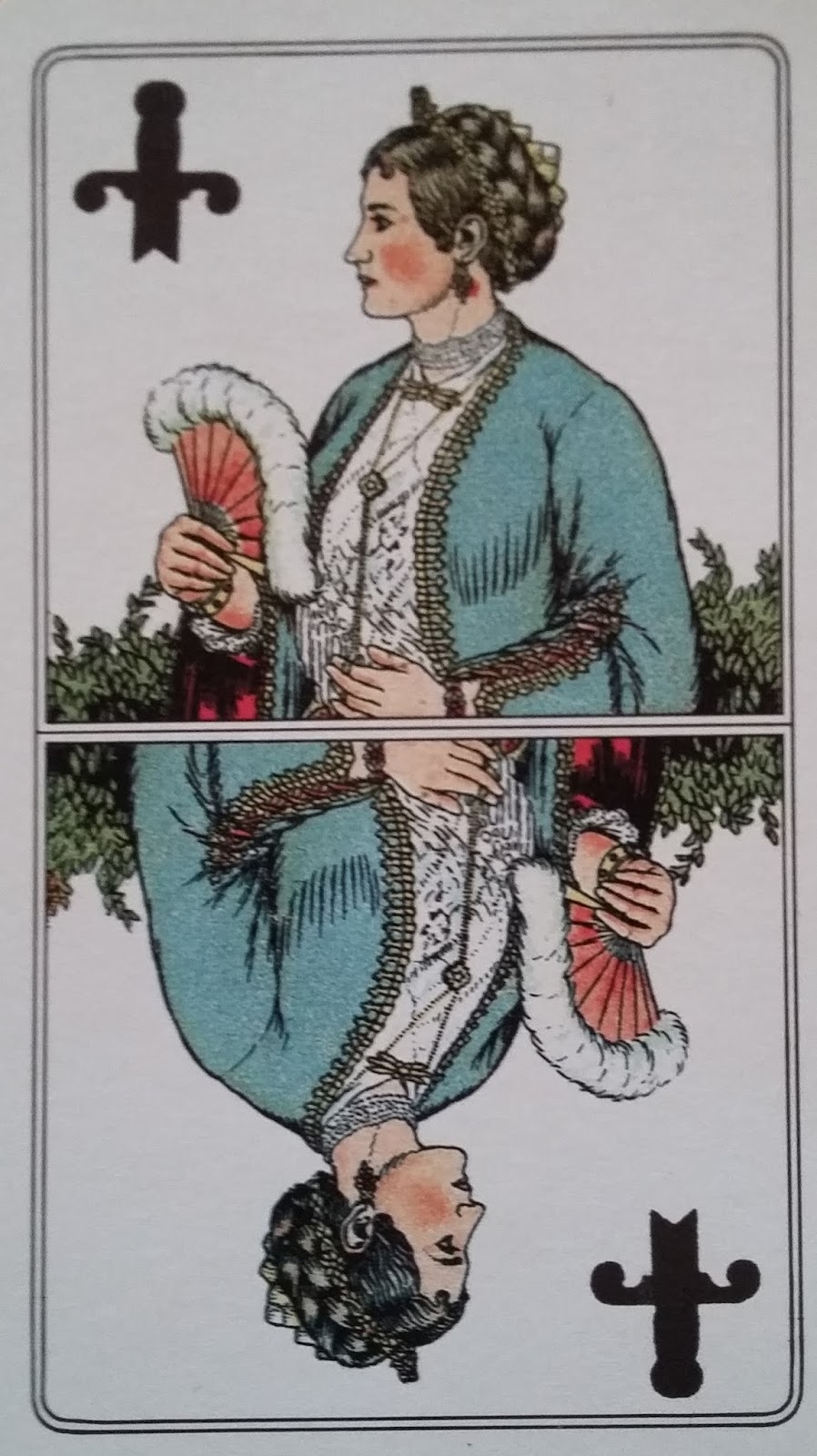
dama trefl
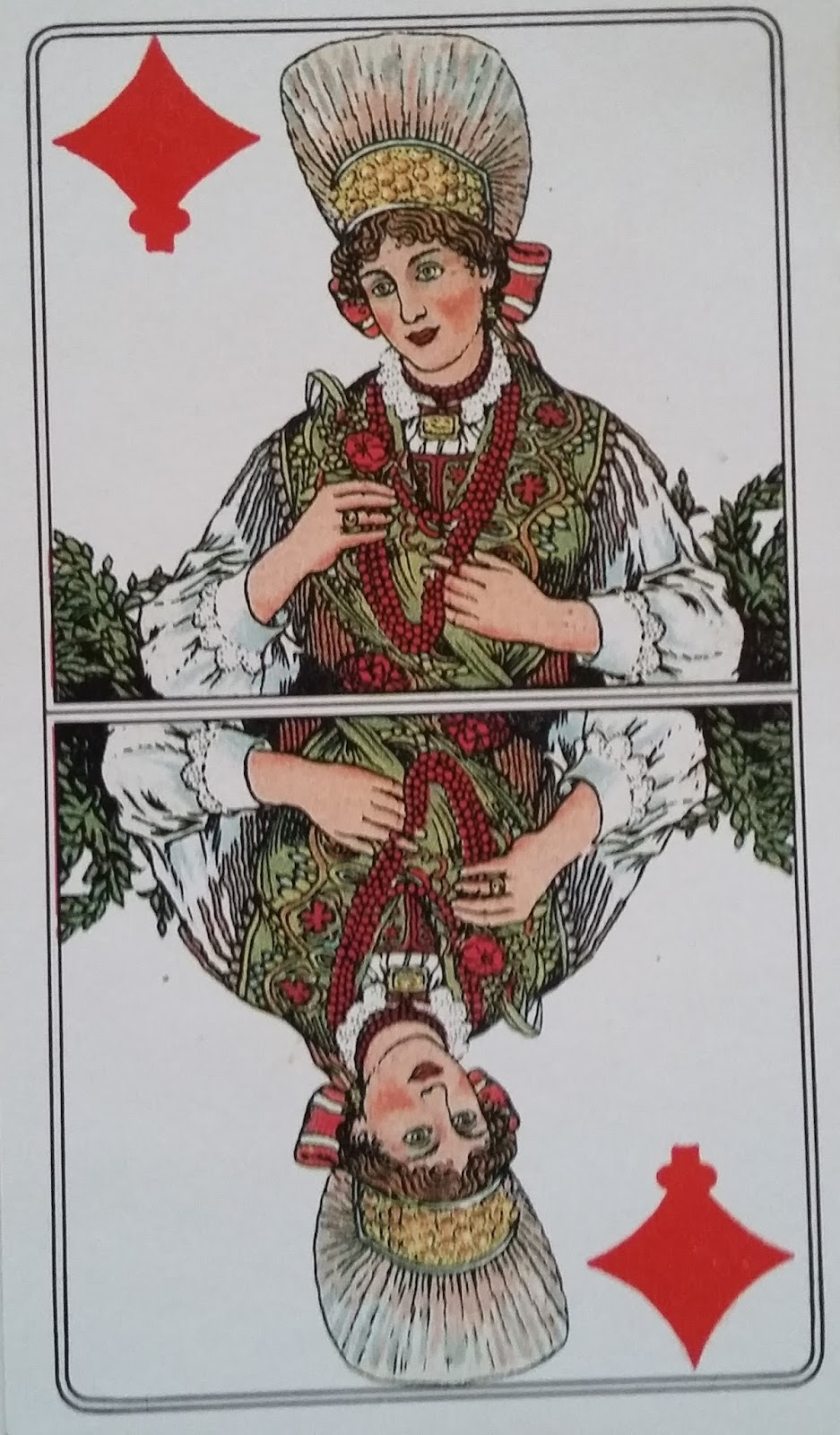
dama karo
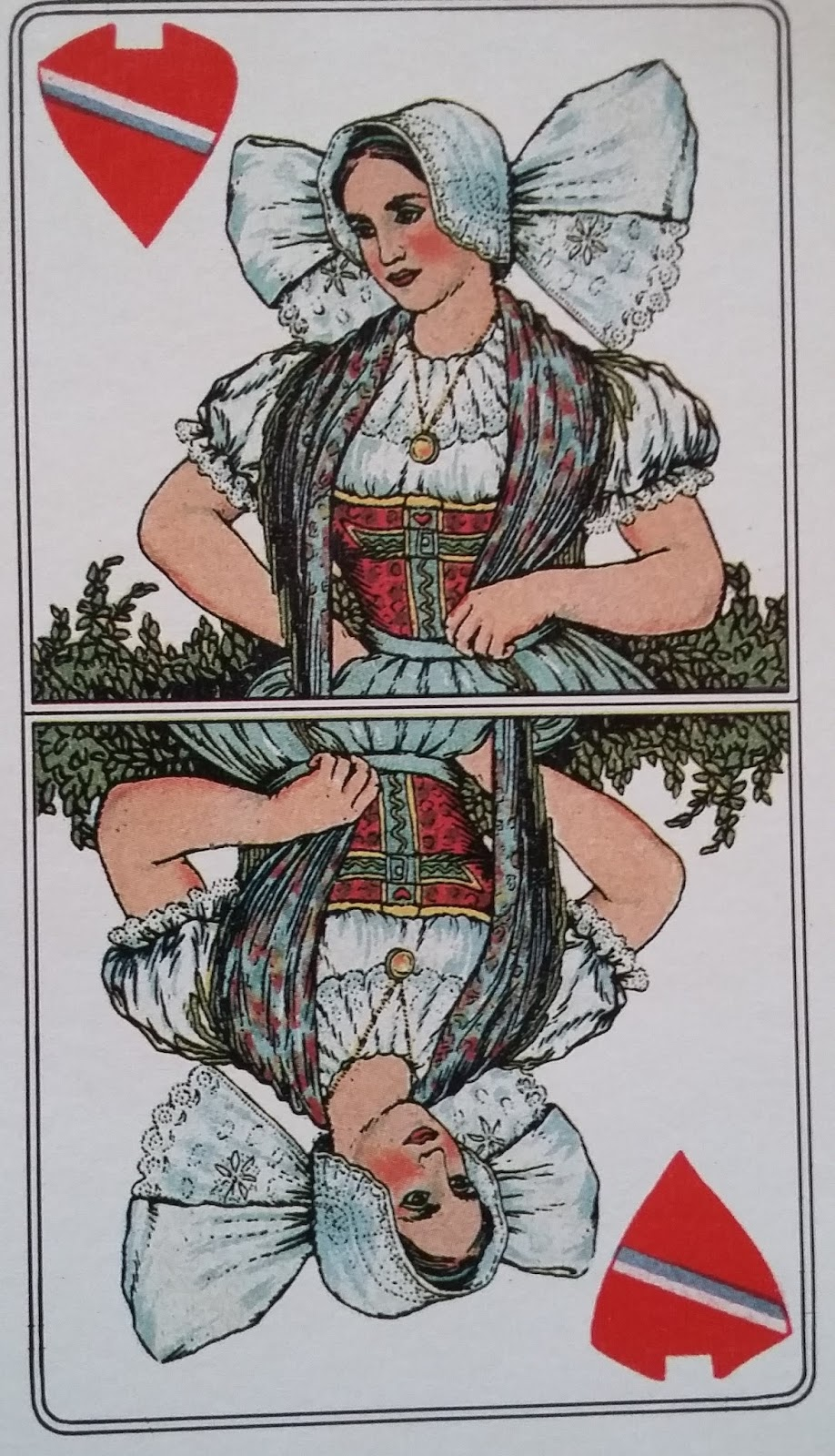
dama kier
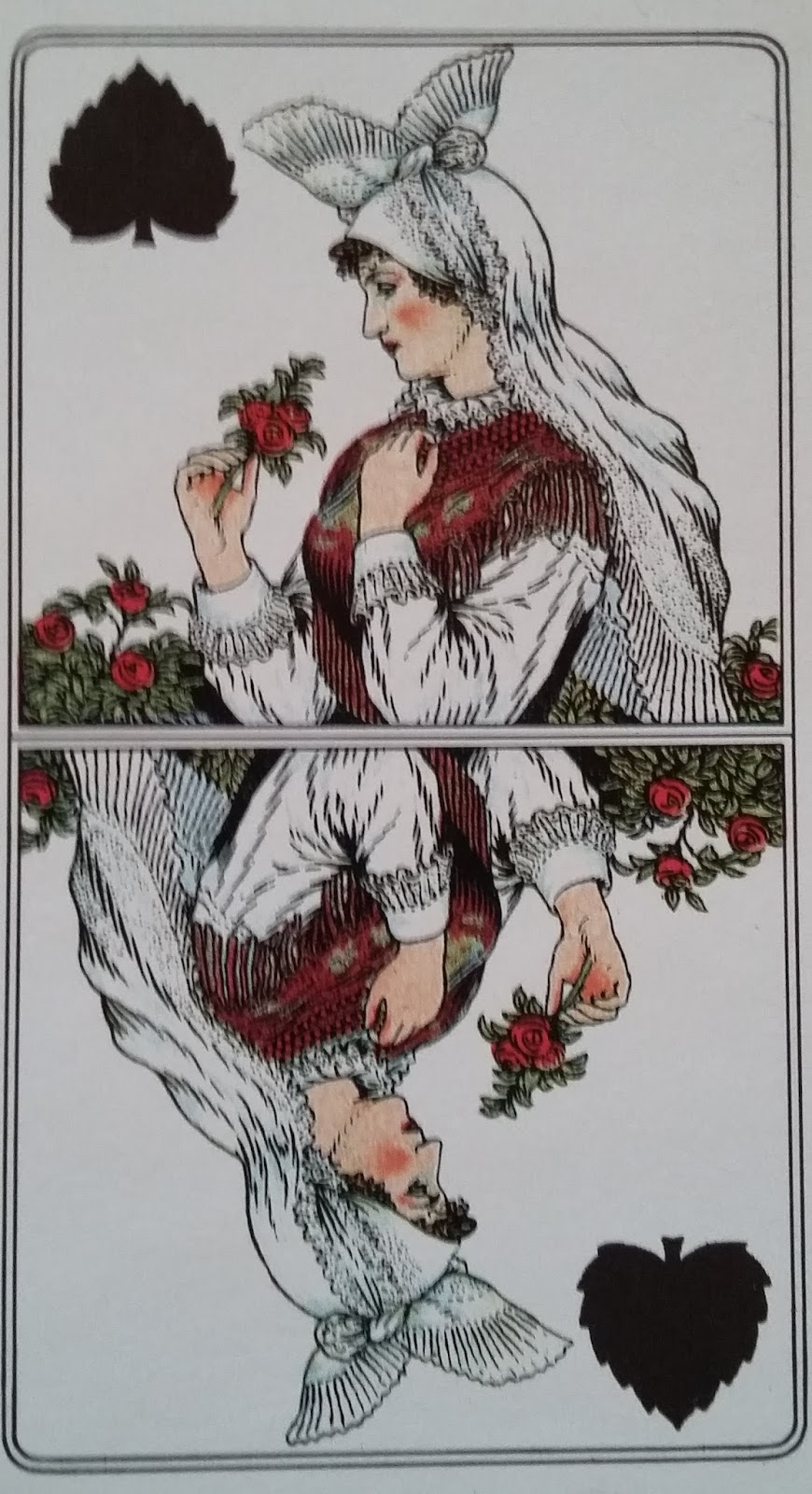
dama pik

dama karo
dama kier
dama pik

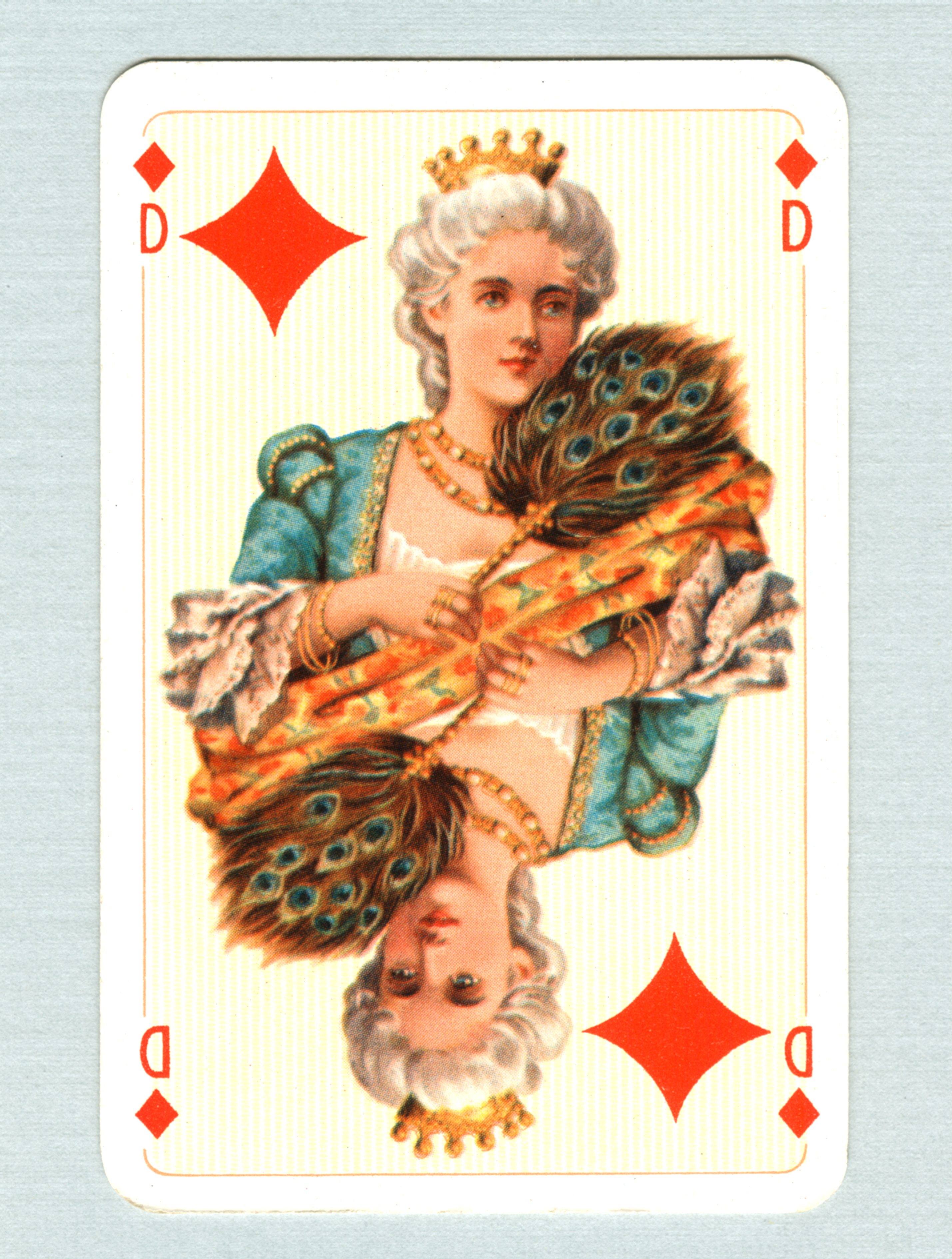
dama karo

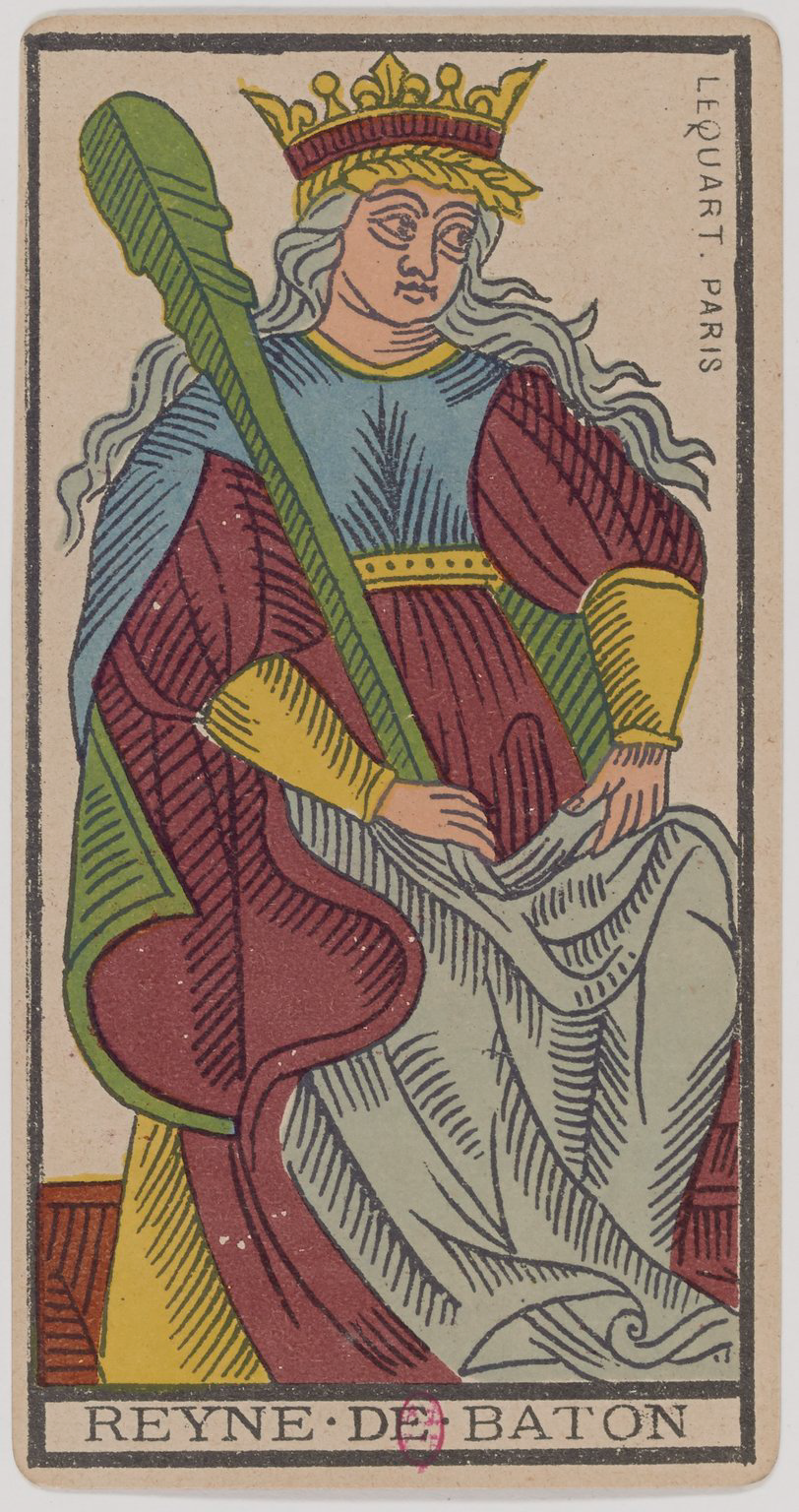
dama maczug
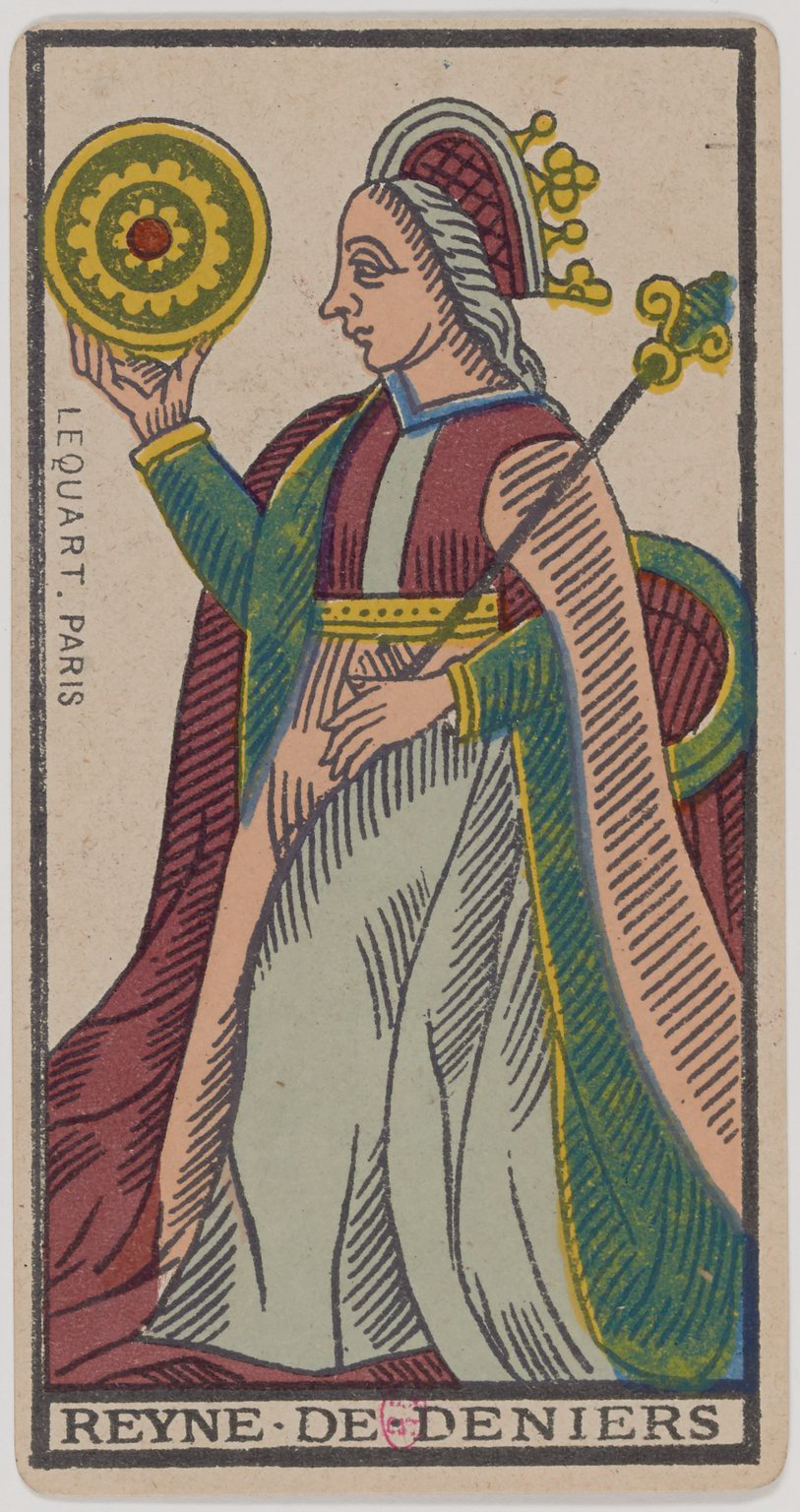
dama monet
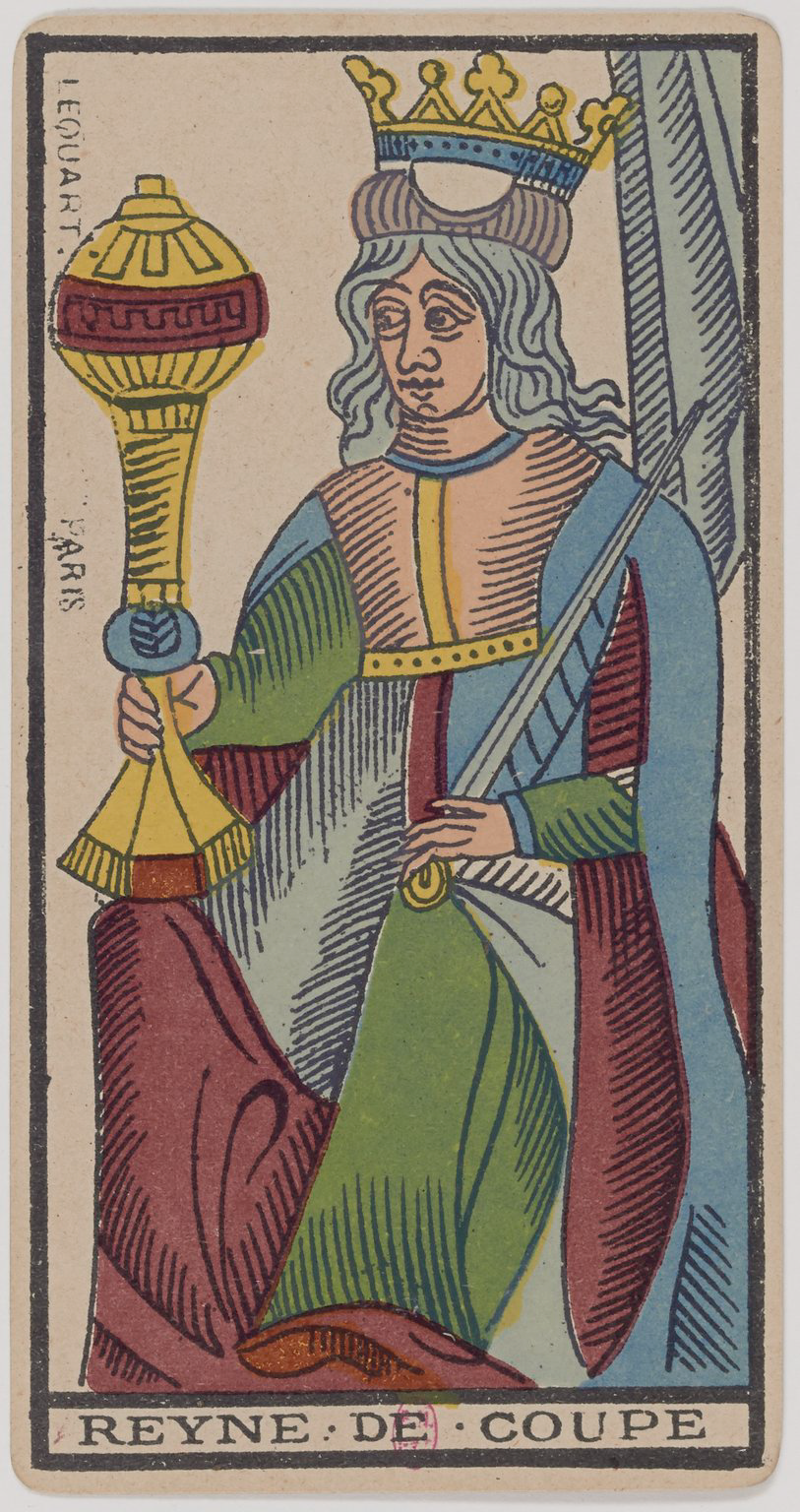
dama kielichów
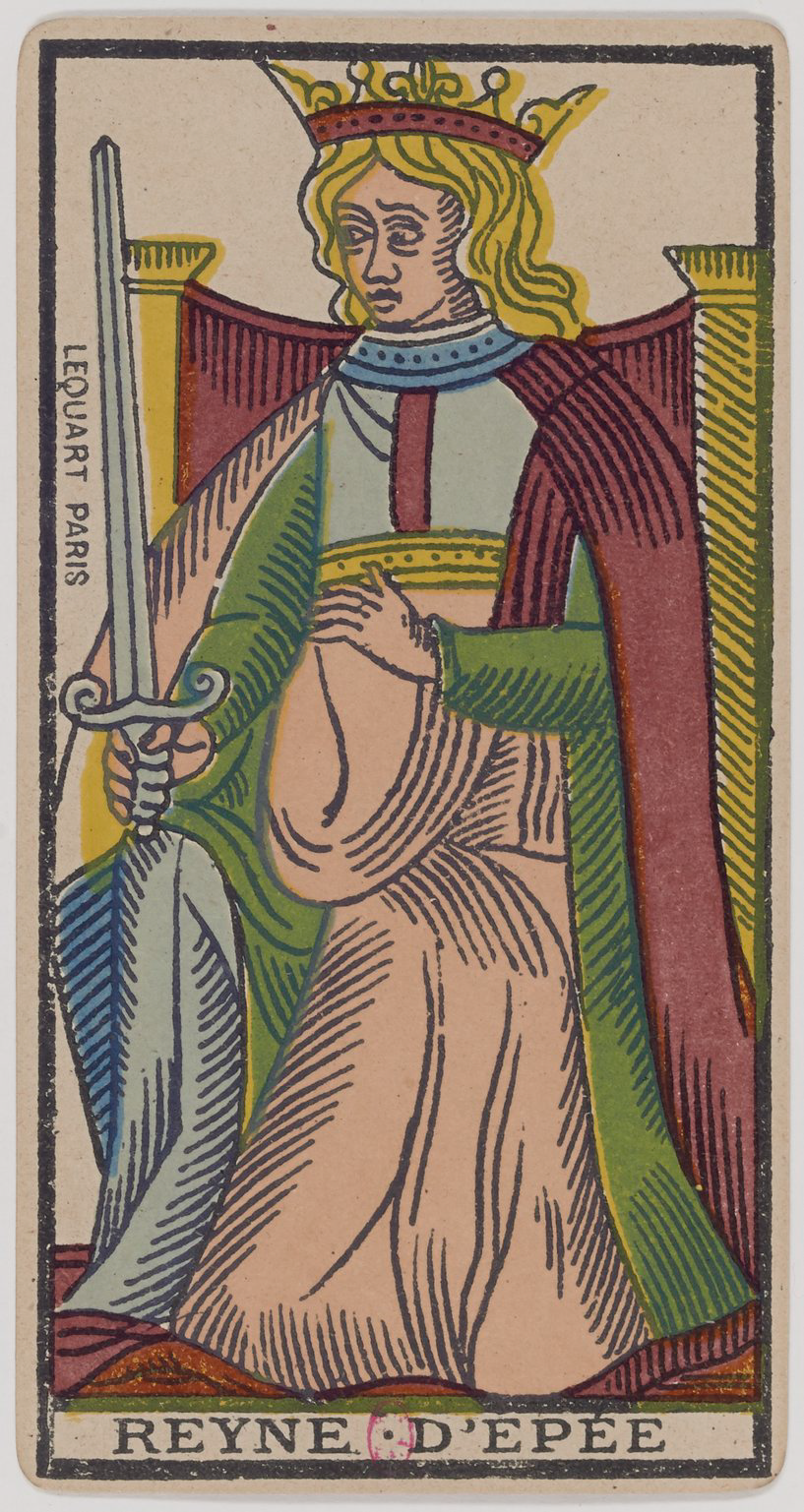
dama mieczy

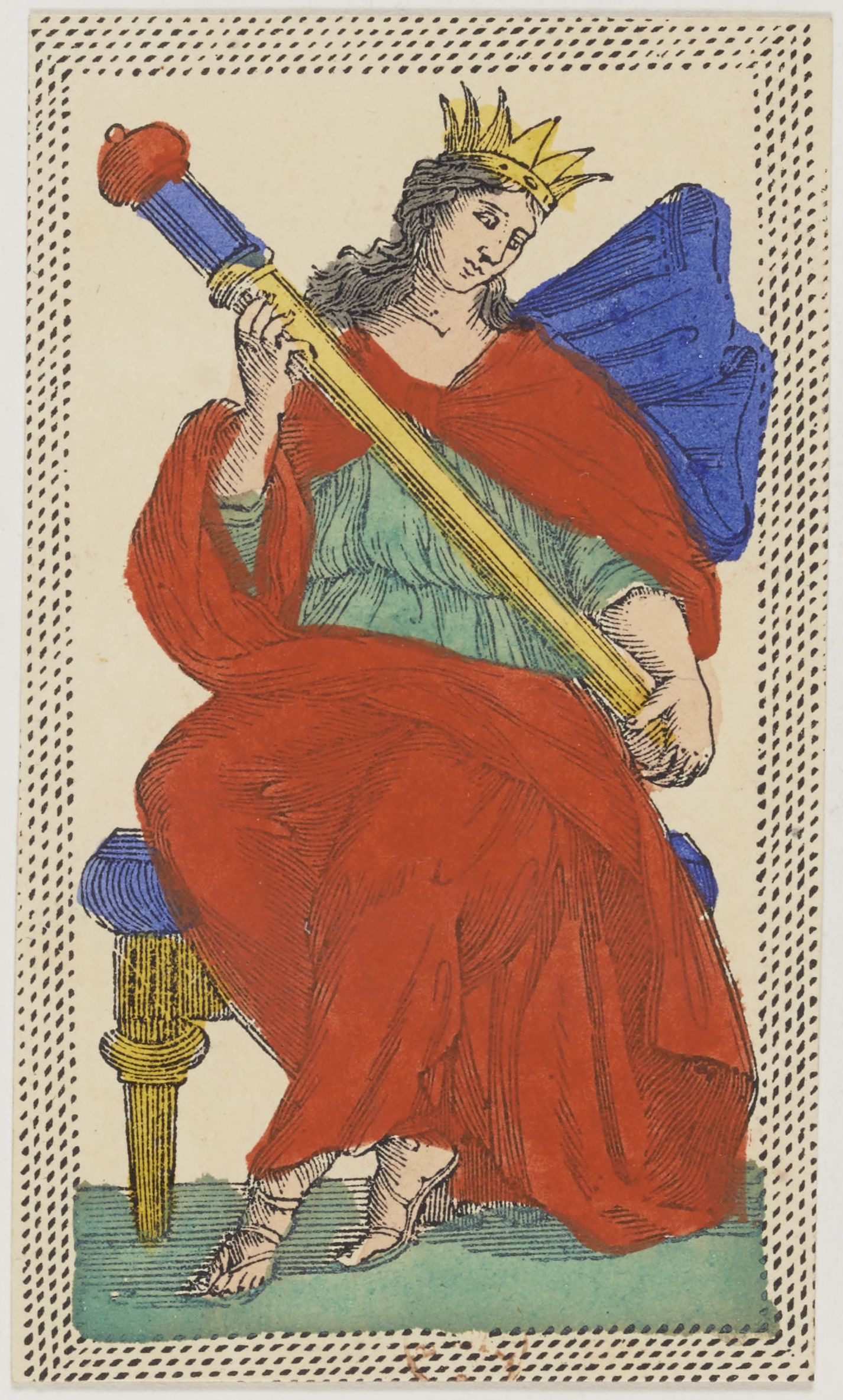
dama maczug
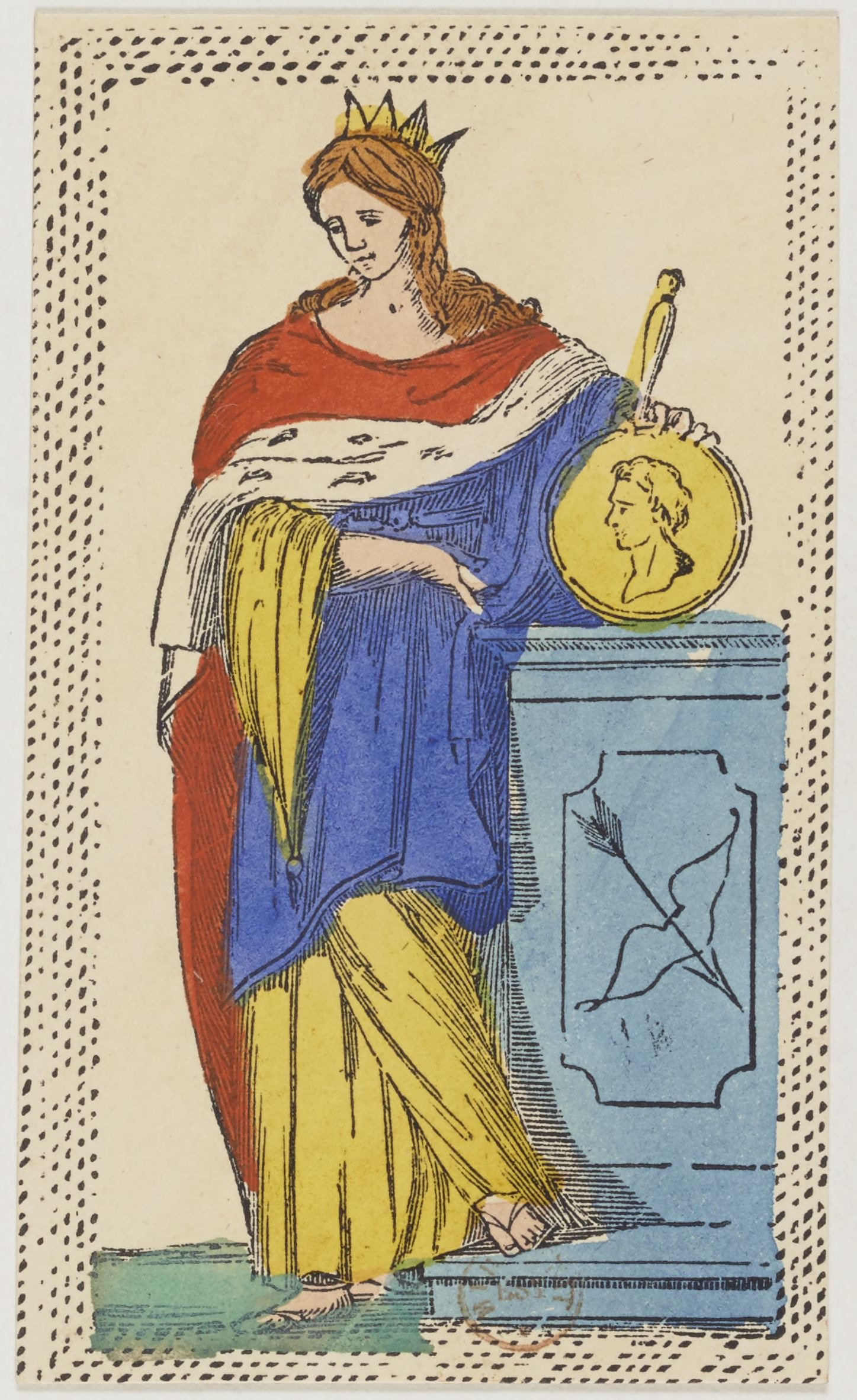
dama monet
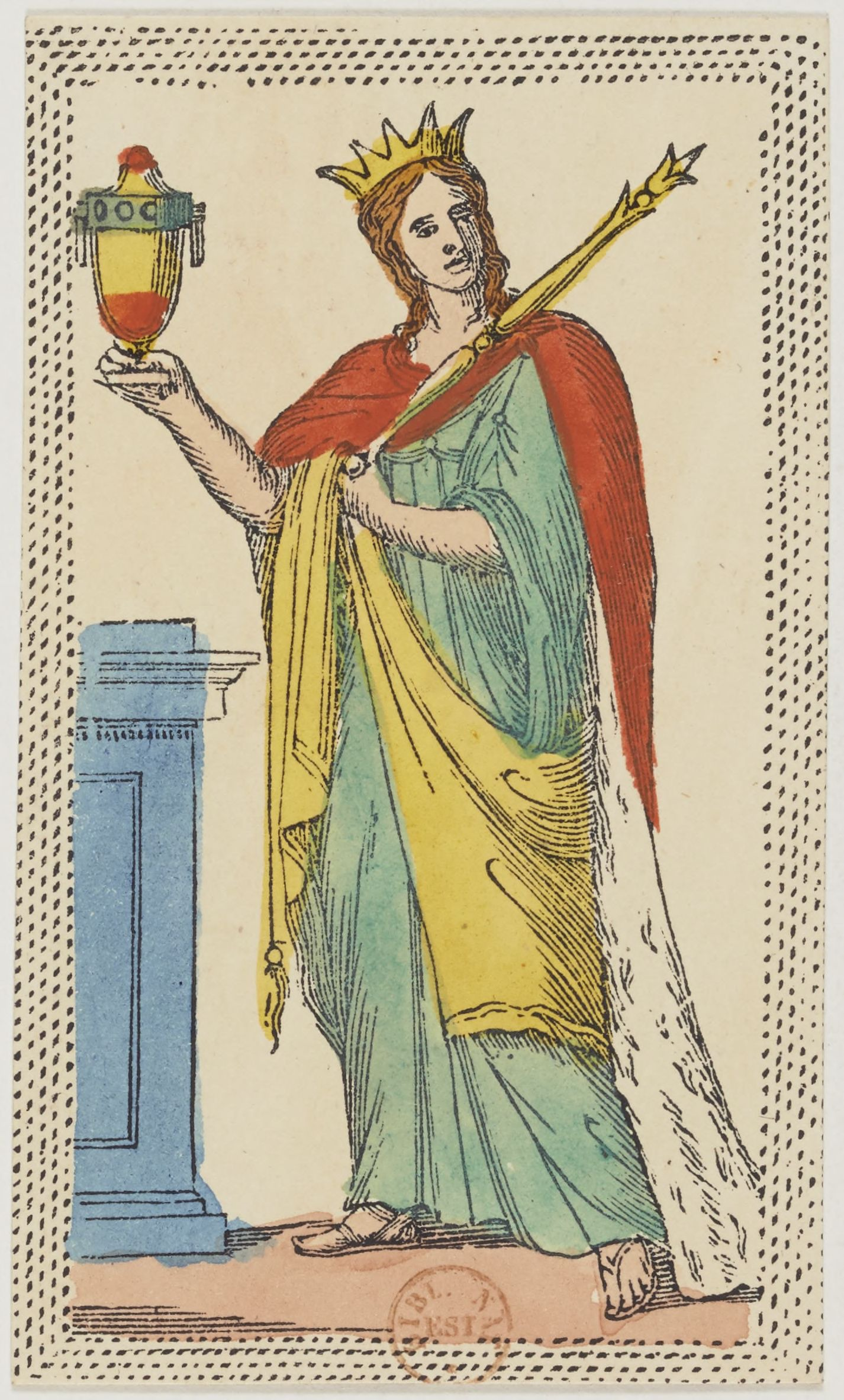
dama kielichów
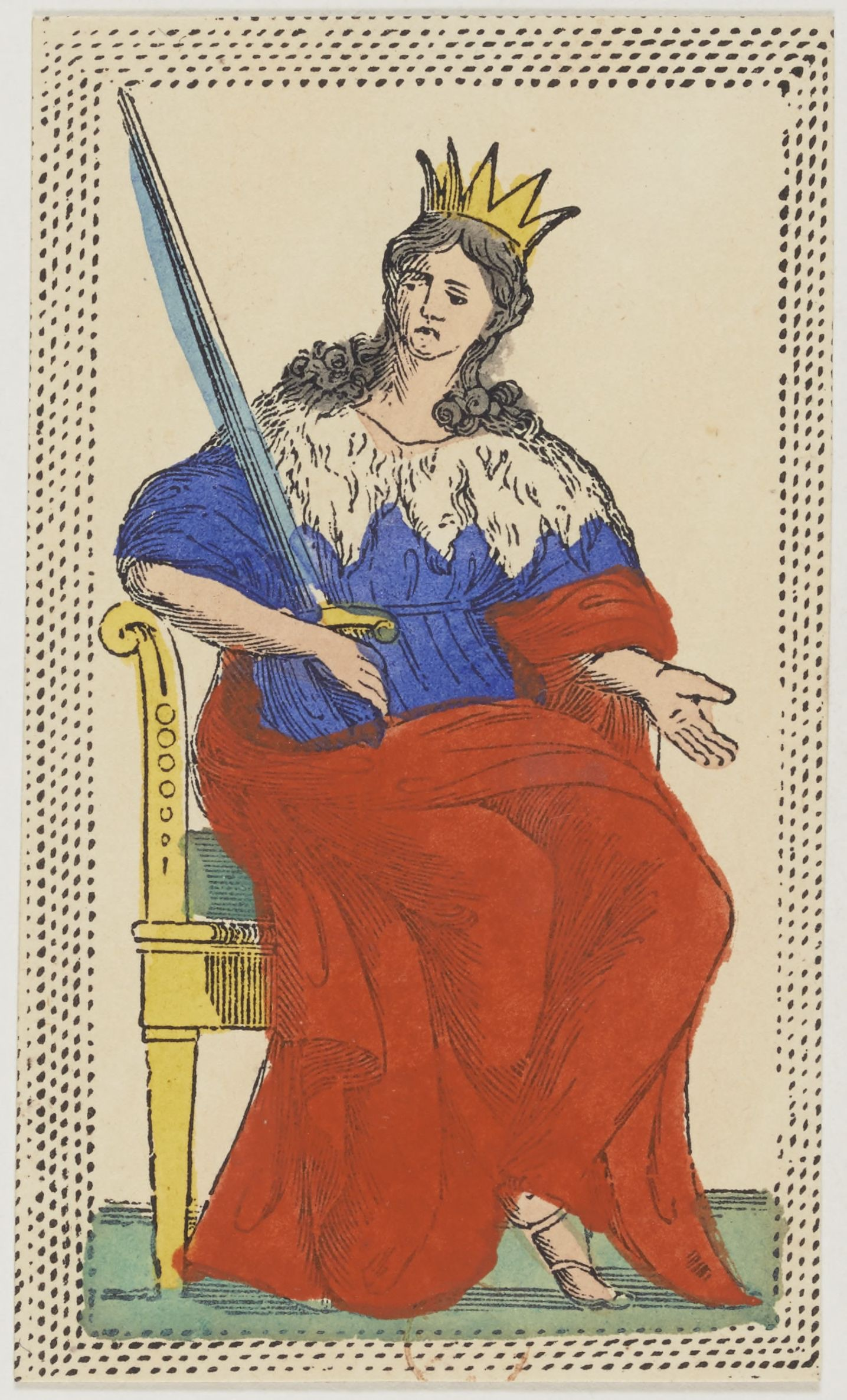
dama mieczy

- z wzoru francuskiego (jednogłowego) o oznaczeniu literowym D (Dame/Dama):

dama trefl
dama karo
dama kier
dama pik

- z wzoru francuskiego (dwugłowego) o oznaczenie literowe D (Dame/Dama):

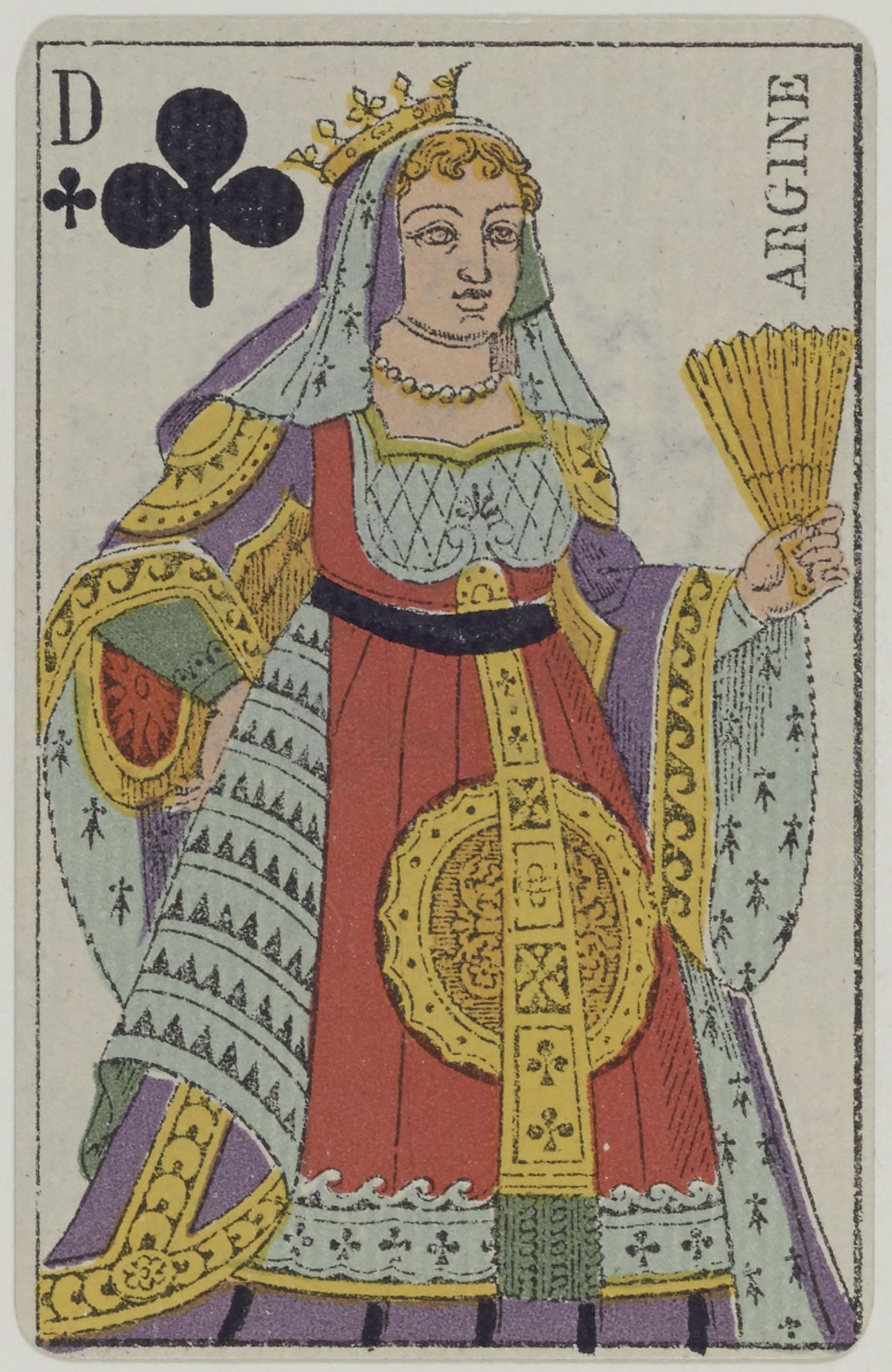
dama trefl
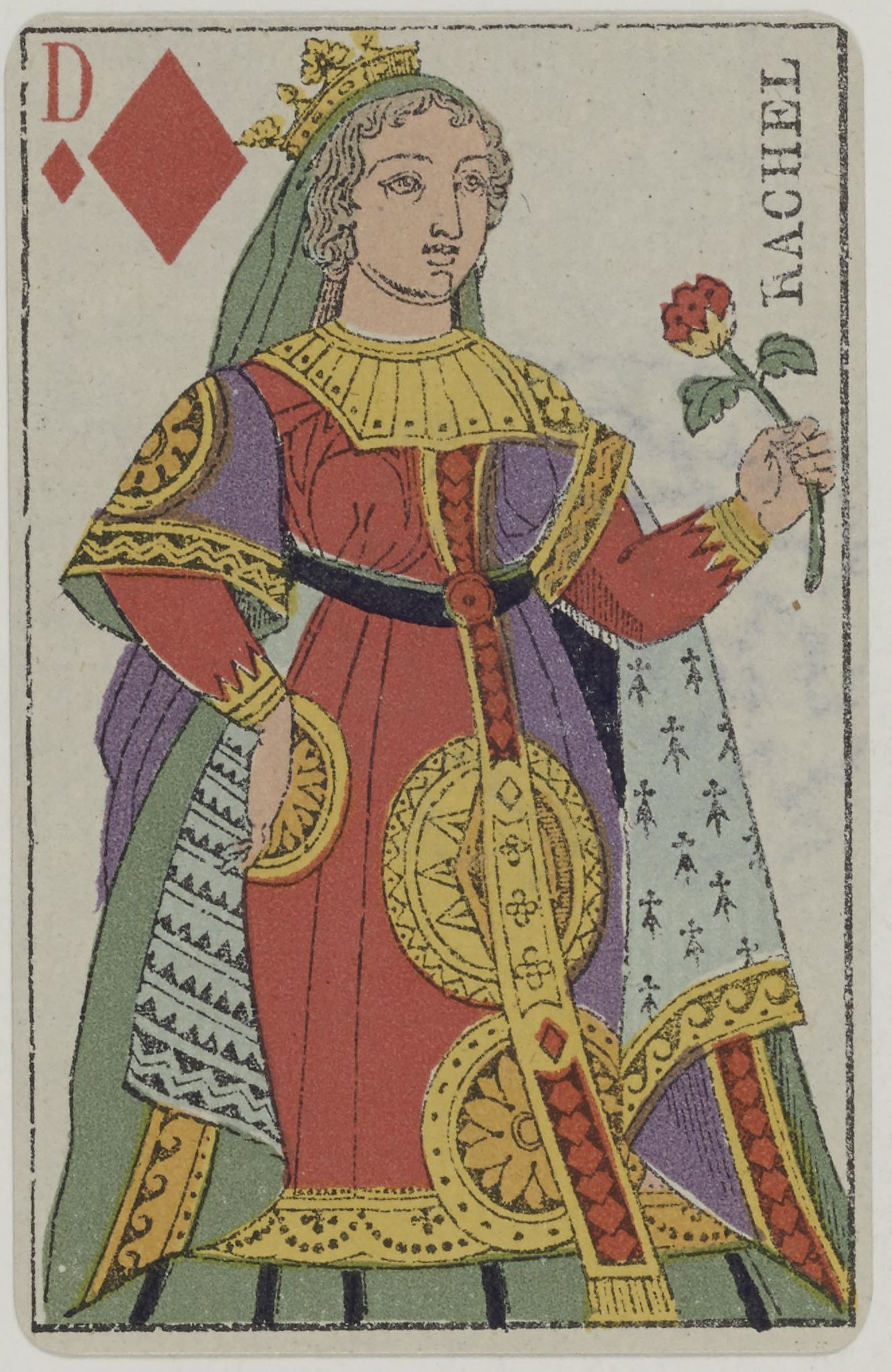
dama karo
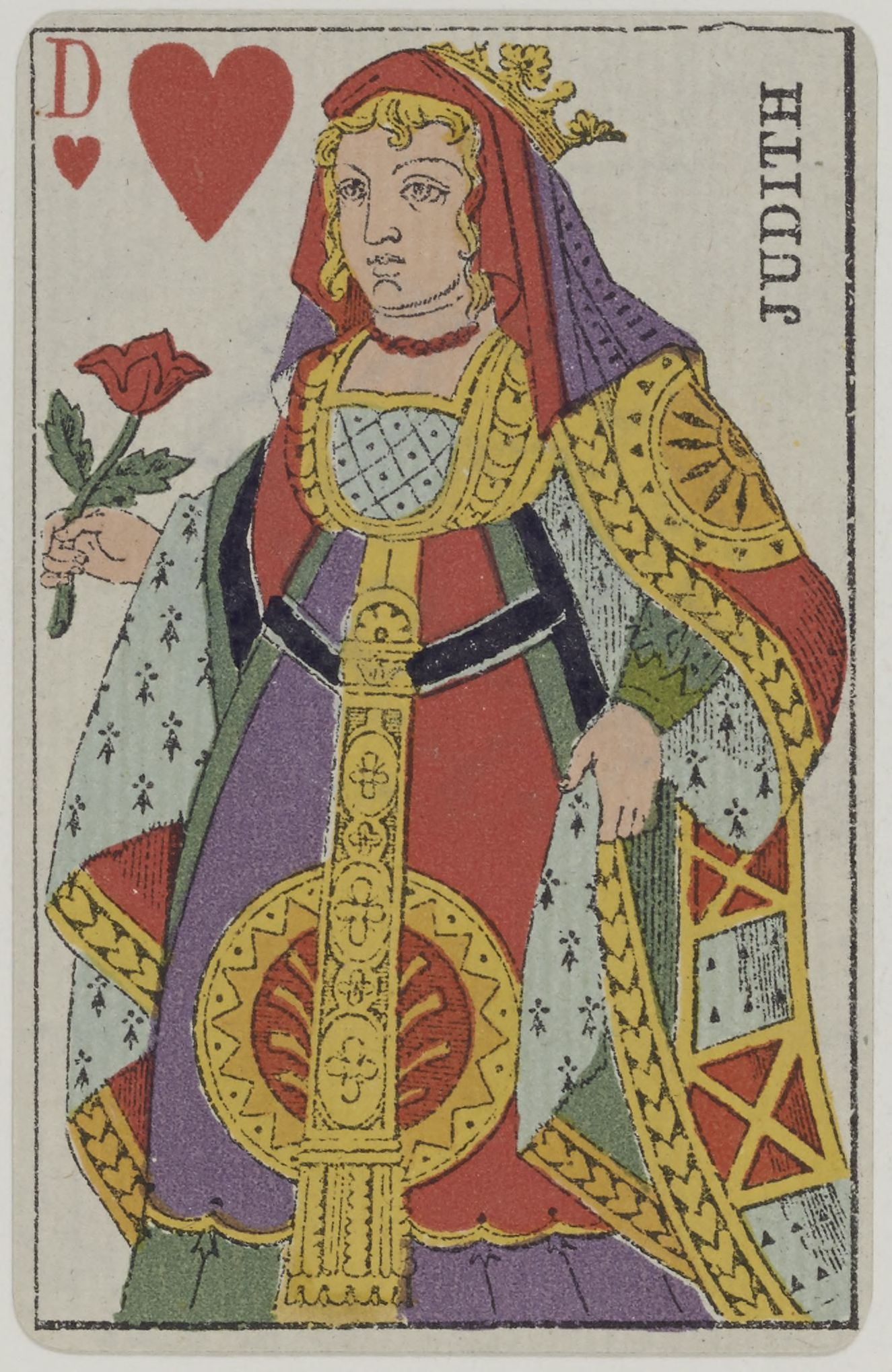
dama kier
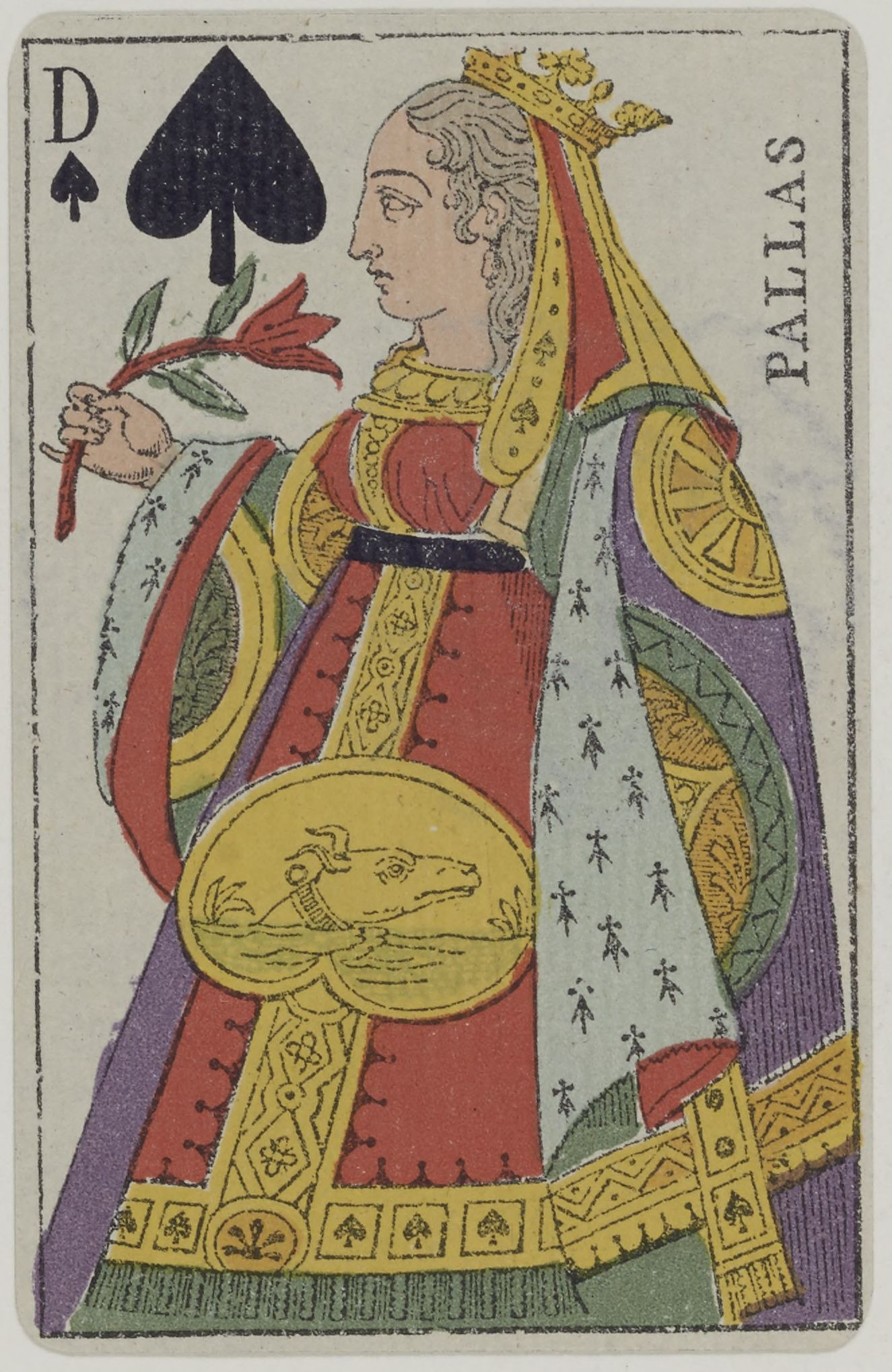
dama pik

- z wzoru francuskiego (dwugłowego) o oznaczenie literowe Q (Queen):

dama trefl
dama karo
dama kier
dama pik

- z wzoru rosyjskiego o oznaczeniu literowym Д (Дама):

dama trefl
dama karo
dama kier
dama pik

- z tarota francuskiego:

- dama trefl
- dama karo
- dama kier
- dama pik

- z talii „Industrie und Glück”:

- dama trefl
- dama karo
- dama kier
- dama pik

- z talii „Smrekarjev tarok”:

- dama trefl
- dama karo
- dama kier
- dama pik

- z wzoru wiedeńskiego

- dama karo
- dama kier
- dama pik

- z wzoru barokowego

- dama karo

- niemieckie – uniwersalne:

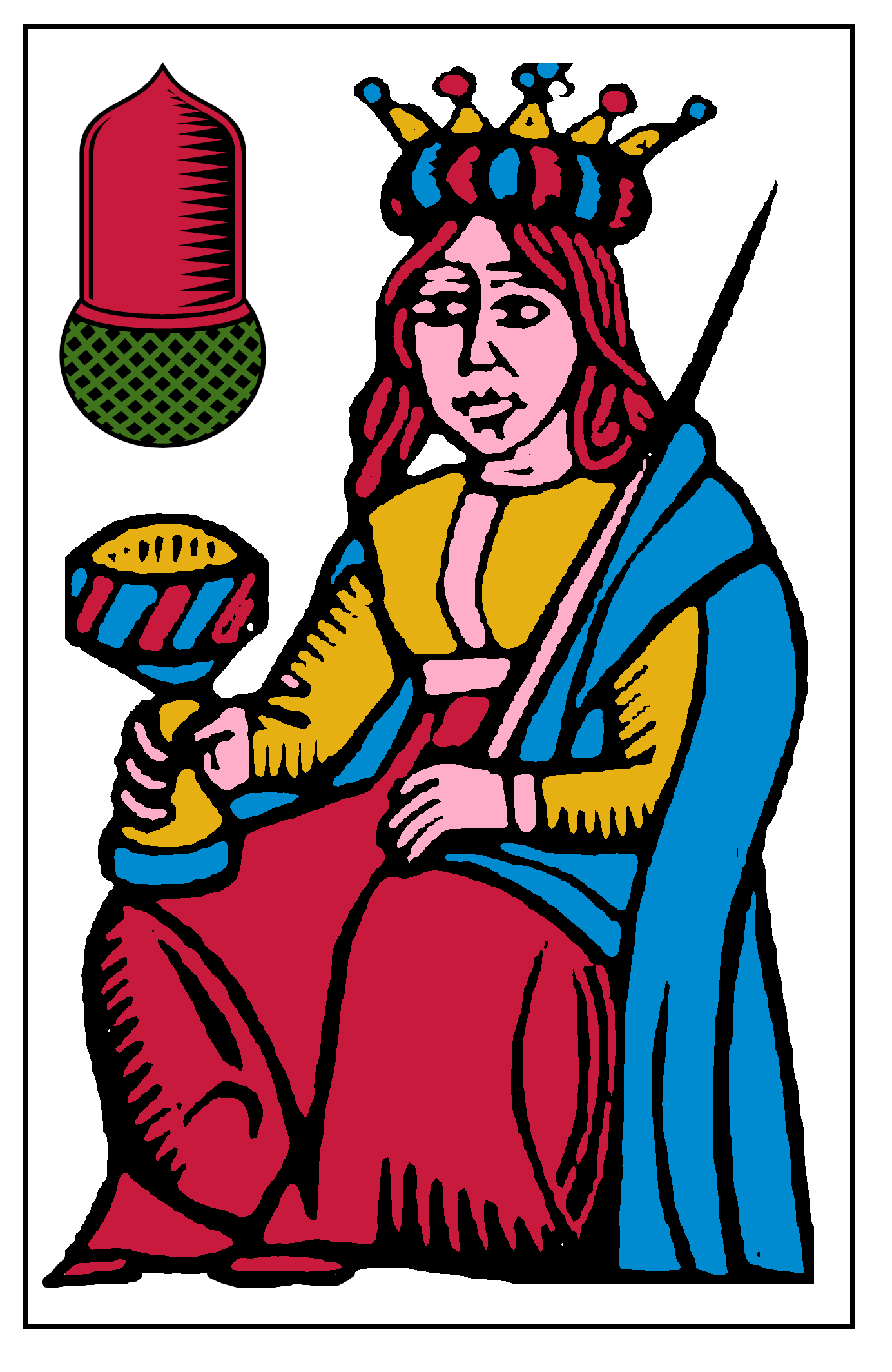
dama żołędna
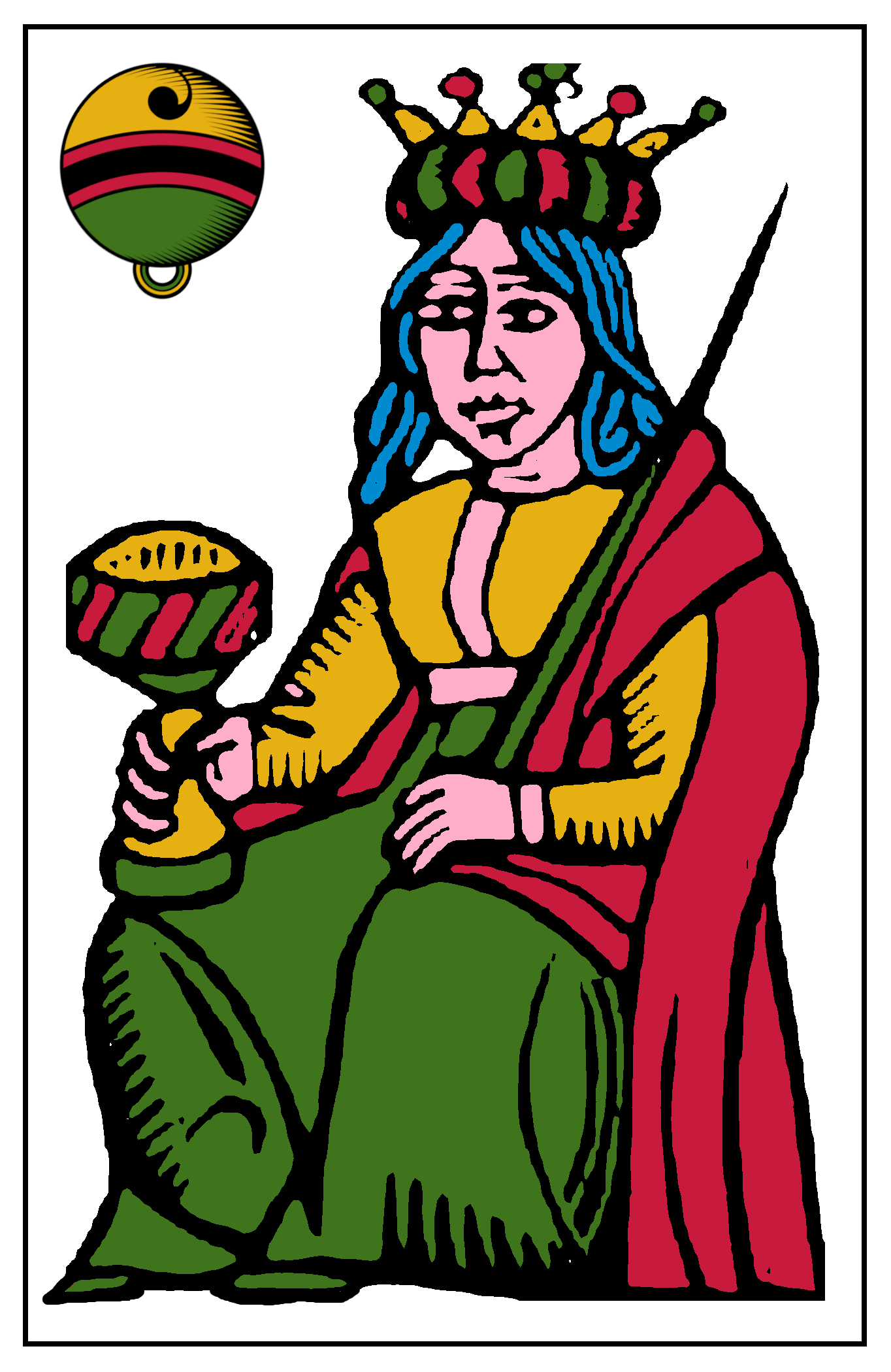
dama dzwonkowa
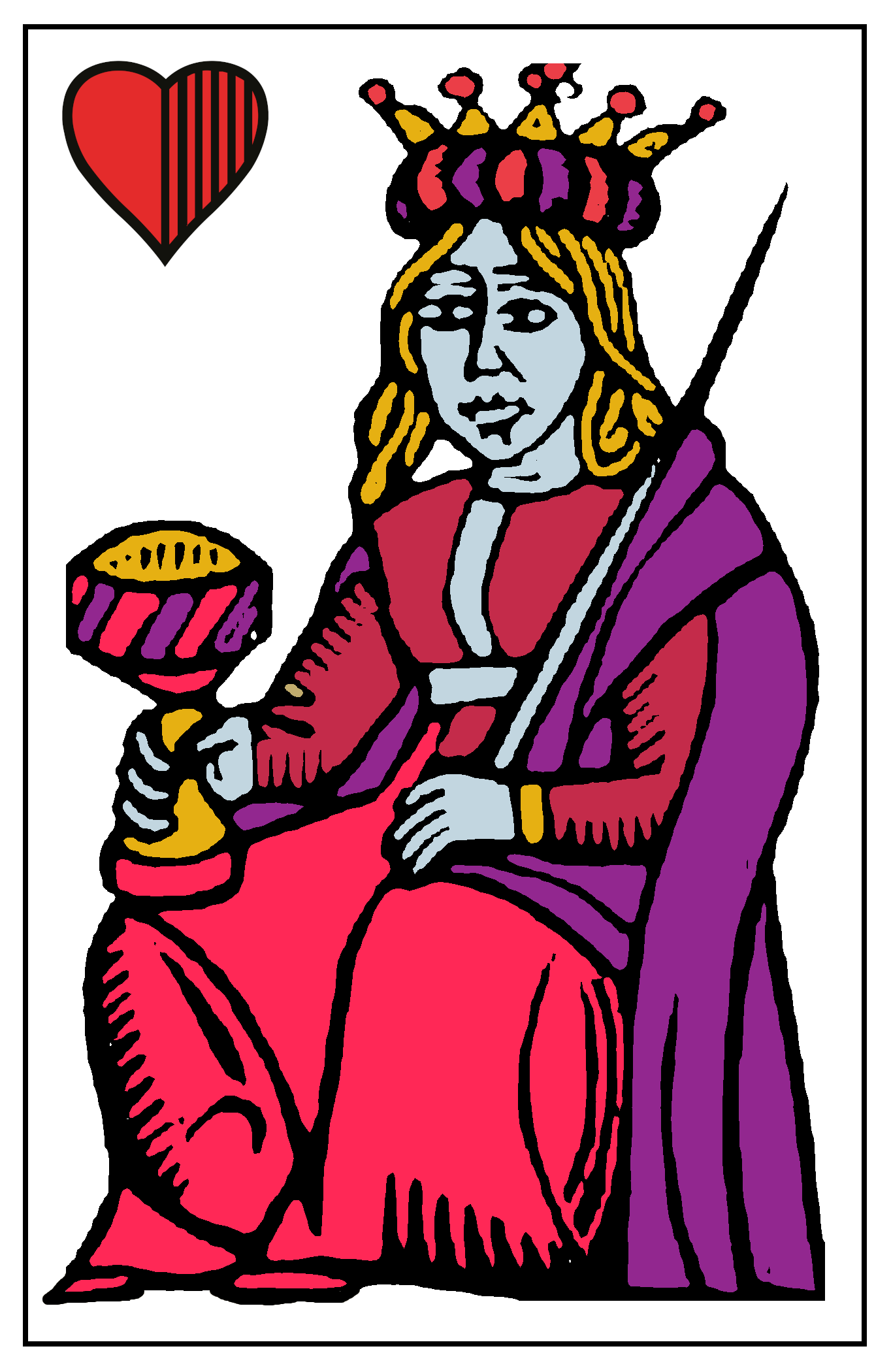
dama czerwienna
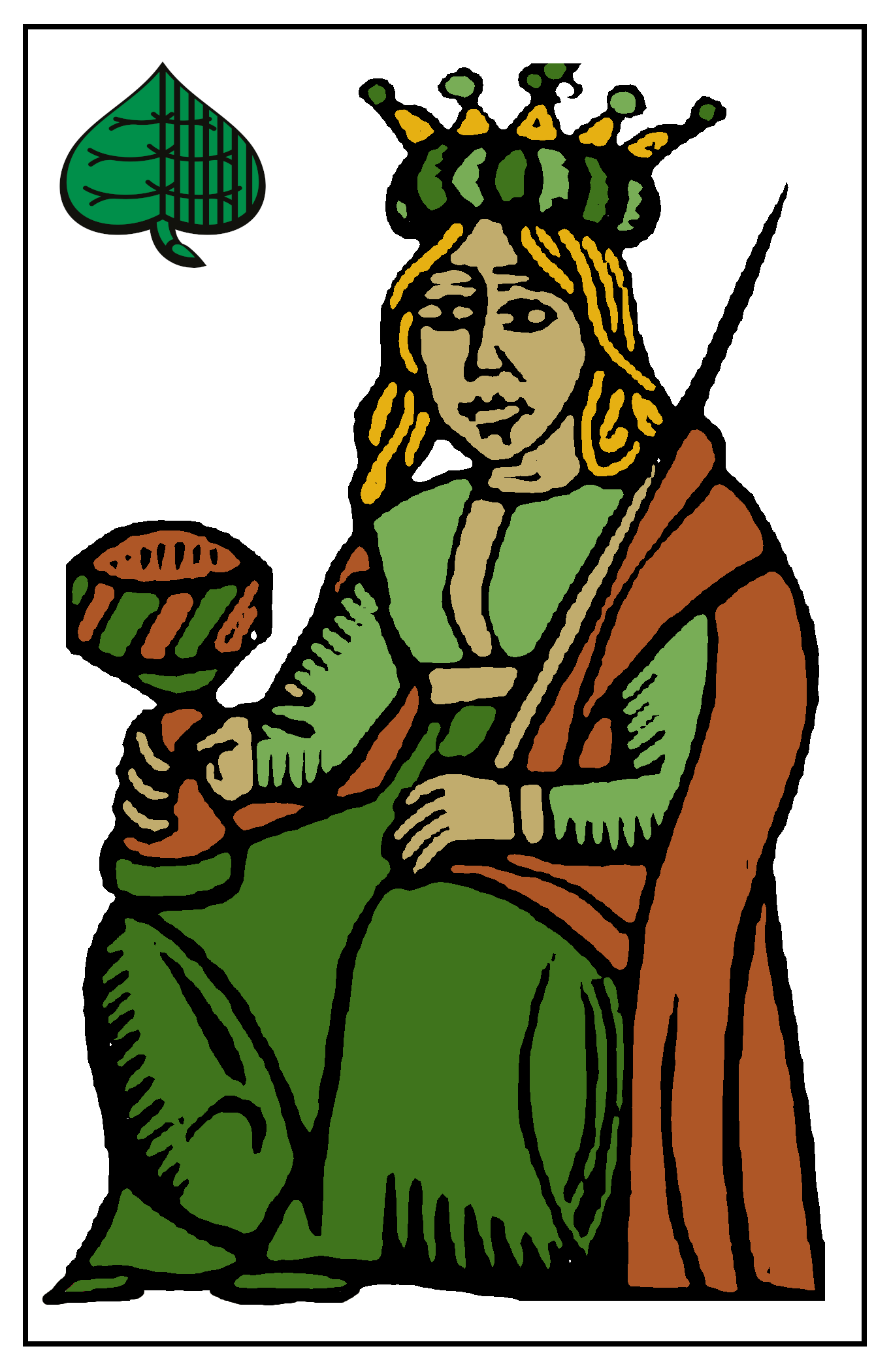
dama winna

- z tarota marsylskiego:

- dama maczug
- dama monet
- dama kielichów
- dama mieczy

- z tarota Minchiate:

- dama maczug
- dama monet
- dama kielichów
- dama mieczy